# 聖蹟桜ヶ丘

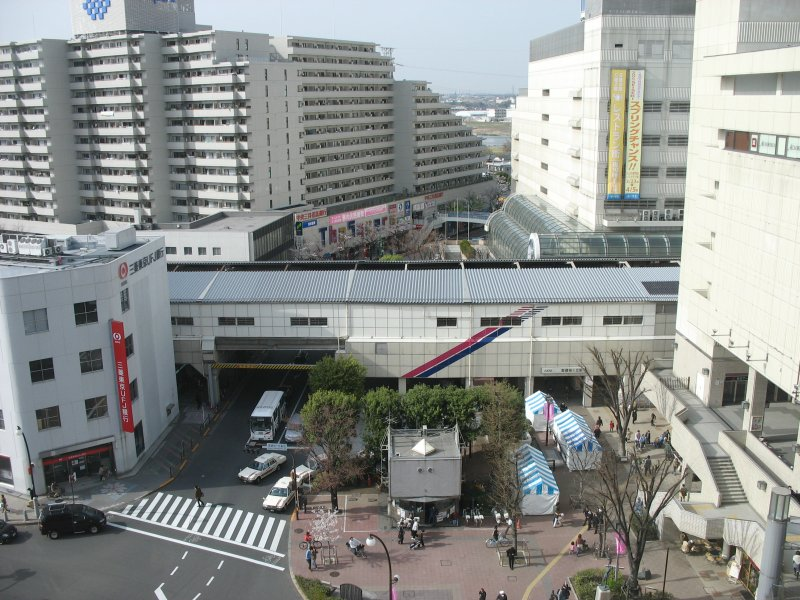
聖蹟桜ヶ丘駅

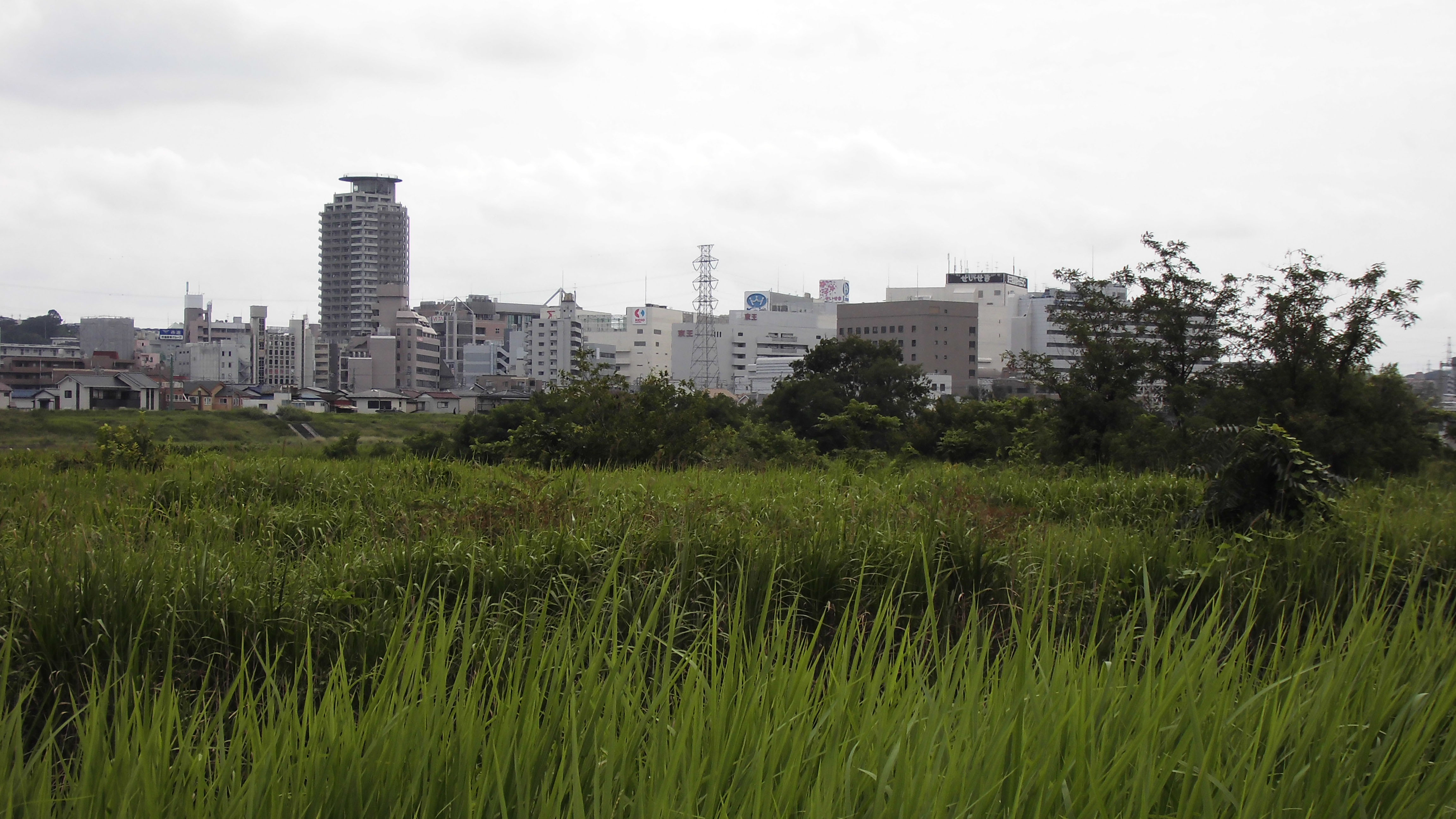
聖蹟桜ヶ丘の市街を多摩川対岸から眺める

聖蹟桜ヶ丘（せいせきさくらがおか）は、東京都多摩市北部に位置する京王電鉄京王線・聖蹟桜ヶ丘駅の周辺地域の汎称地名。町名として地図上には存在せず、当駅を中心として、駅所在地の関戸、その周辺の桜ヶ丘や連光寺などの地域を指す。
「聖蹟桜ヶ丘地域」や「聖蹟桜ヶ丘周辺」と別称されることもあり、近辺の催事名などに用いられる際は、平仮名表記で「せいせき」と略されることがある。
京王電鉄本社・京王グループ各社の本社が集積し、京王聖蹟桜ヶ丘ショッピングセンターが立地するなど、京王グループの重要拠点である。このほか、アニメ制作会社の日本アニメーションも所在することから、同社の代表作でもあるテレビアニメ『あらいぐまラスカル』のラスカルなどが、地域の町おこし事業などに参加している。
聖蹟桜ヶ丘は、映画『耳をすませば』の舞台としても知られており、前出のキャラクター・ラスカルが町おこしに参入する以前は、同作品を利用した町おこし事業も行われていた。

## 聖蹟桜ヶ丘の範囲

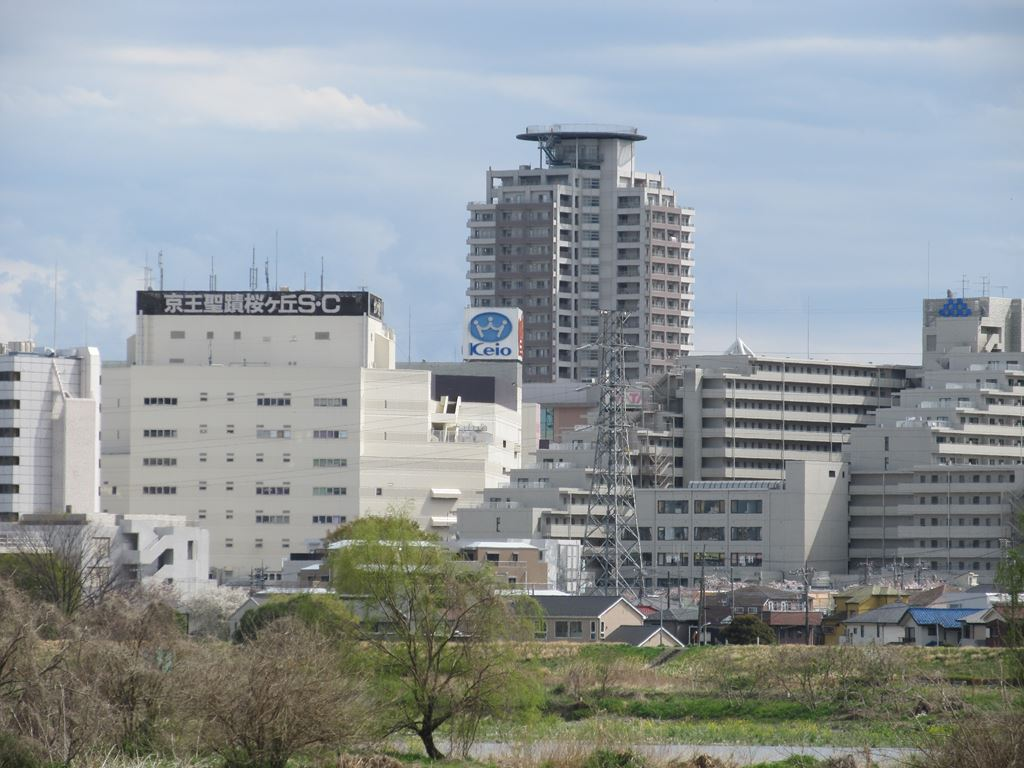
地域の拠点地区のあたり

「聖蹟桜ヶ丘」の範囲は、前述の通り、京王電鉄京王線・聖蹟桜ヶ丘駅の近辺である関戸・桜ヶ丘・連光寺周辺とされ、これは現在の駅名の由来に起因する。
また、東京都は、東京都都市整備局の「都市開発諸制度活用方針」において、この駅周辺となる関戸・桜ヶ丘・連光寺を「聖蹟桜ヶ丘」と指し示し、一方、多摩市は、公式サイトや案内板での紹介に、連光寺を除く関戸・桜ヶ丘・一ノ宮・東寺方・和田を指し示している。この都と市の解釈に関しては、商工会議所の示す解釈も併せて後述の通りである。

### 東京都都市整備局の「聖蹟桜ヶ丘」
東京都都市整備局の都市開発諸制度活用方針で「地域の拠点地区」として、「鉄道乗車人員の多い駅周辺等で、生活に必要な都市機能が集積している地域」に指定される。2019年3月の改定以前に「聖蹟桜ヶ丘駅周辺地区」と呼ばれた拠点地区としての範囲は、地図上における多摩川と川崎街道の間の聖蹟桜ヶ丘駅前、および駅周辺の川崎街道やさくら通りの沿道が指定されている。

### 多摩市役所の「聖蹟桜ヶ丘」
聖蹟桜ヶ丘駅西口の案内板「聖蹟桜ヶ丘散策マップ」は、多摩市役所が、映画『耳をすませば』（スタジオジブリ、1995年）の聖地巡礼を期待し、作中のモデル地となる桜ヶ丘周辺を案内する。散策コース駅前を出発点として、さくら通りを南下後、いろは坂の桜公園を経て階段を登り、金毘羅神社に寄って桜ヶ丘ロータリーに至る。マップのチラシ版を利用してスタンプラリーを行うことができ、スタンプ台は、せいせき京王ストア、さくら通りのファミリーマート聖蹟桜ヶ丘店、洋菓子店ノアの3か所に設置される。
経済観光課では、2015年度以降、「聖蹟桜ヶ丘地区」または「聖蹟桜ヶ丘駅周辺地域」の賑わいを創出することを目的に、聖蹟桜ヶ丘活性化事業に取り組み、駅西北に位置する一ノ宮公園を会場とした催事への事業費を補助している。本事業には、日本アニメーション本社スタジオが駅西南の和田に所在することから、市のガイドマップに同社を「多摩市（聖蹟桜ヶ丘）にある日本アニメーション」と紹介し、同社と連携した事業を図ってきた。
また、健康推進が発行する「多摩市ウォーキングマップ聖蹟桜ヶ丘コース」によれば、聖蹟桜ヶ丘の範囲は、多摩川の河川敷を北辺として、北西に一ノ宮公園、北東に関戸3丁目の交通公園があり、南は南東に関戸6丁目の原峰公園、南西に和田公園が位置する。
以上、市の示す「聖蹟桜ヶ丘」は、都の定める地域の拠点地区としての聖蹟桜ヶ丘の範囲を越え、連光寺地域を含まず、関戸・桜ヶ丘・一ノ宮・東寺方・和田といった地域全体に及ぶようだ。
市はガイドマップを2種類発行しており、「聖蹟桜ヶ丘周辺」や「聖蹟桜ヶ丘駅周辺」といった呼称もする（#せいせきスポット参照）。2018年、テレビアニメ『あらいぐまラスカル』（日本アニメーション、1977年）に登場するラスカル（着ぐるみ）が駅周辺を訪れるPR動画「聖蹟桜ヶ丘PR動画『せいせき桜ヶ丘STORY』」を公開し、前述の「聖蹟桜ヶ丘活性化事業」内では、「聖蹟桜ヶ丘周辺まち歩き」と題した音声ガイド・スタンプラリーを企画。現行の「聖蹟桜ヶ丘周辺まち歩きMAP」でも、映画『耳をすませば』のモデル地や旧鎌倉街道沿いの史跡を巡るものであり、連光寺地域が除外されている。一方、市の散策ガイド「聖蹟桜ヶ丘周辺まちあるき」は関戸・一ノ宮・連光寺の3コースを巡るものであり、桜ヶ丘地域が丸ごと除外された。多摩市としても、「聖蹟桜ヶ丘」の範囲が明確に統一された解釈ではない。

### 多摩商工会議所の「聖蹟桜ヶ丘地区」
東京都・多摩市以外にも、多摩商工会議所は「聖蹟桜ヶ丘地区」という呼称を用いている。以下の通り、この地区に所在する企業の本社・商業施設が紹介され、全て関戸1丁目・2丁目・4丁目に所在する企業や施設であることから、関戸地域のうち大栗川よりも北側、かつ鎌倉街道よりも西側の地域であることから、同所が指し示す「聖蹟桜ヶ丘地区」の範囲を見て取れる。

#### 企業
- 京王電鉄本社 - 関戸1丁目9-1[20][注 1]
- 京王アートマン本社（生活雑貨の販売店舗を経営） - 関戸2丁目40-1 京王聖蹟桜ヶ丘東口ビル4階[21]
- 京王ストア本社 - 関戸1丁目7-4[22]
- 京王自動車本社（京王タクシーを経営[23]） - 関戸2丁目37-3 さくらゲート4階5階[24]
- トヨタ西東京カローラ本社 - 関戸4丁目8-3[25]。

#### 商業施設

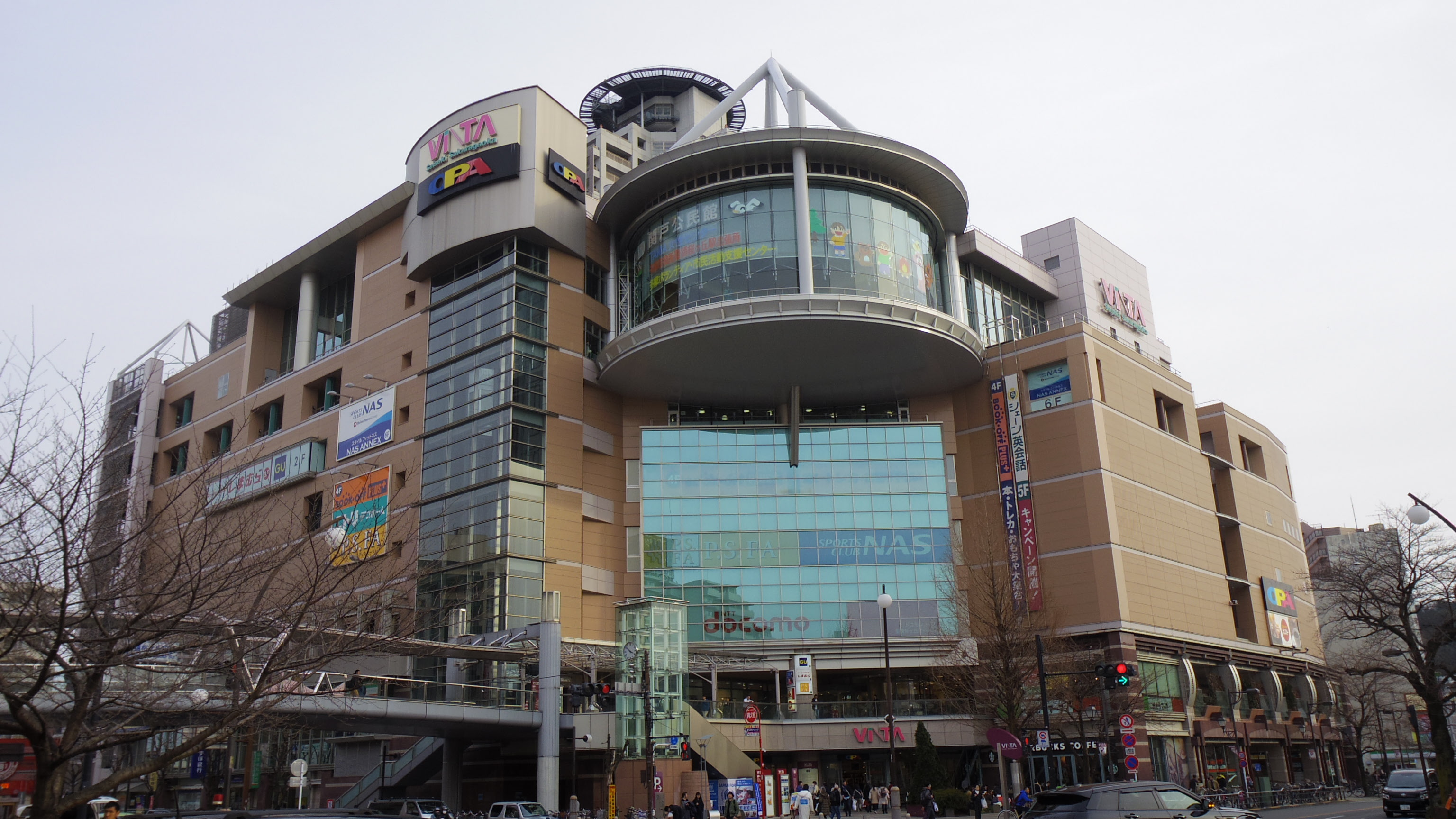
聖蹟桜ヶ丘オーパの入るヴィータ聖蹟桜ヶ丘

- 京王聖蹟桜ヶ丘ショッピングセンター[26] - 関戸1丁目10-1[注 2]

- 聖蹟桜ヶ丘オーパ[27][28][29][30][31] - 関戸4丁目72[注 3]
- ザ・スクエア[32] - 関戸1丁目1-5[注 4]

前述の多摩市ガイドマップに掲載され、和田に所在する日本アニメーションは、東京都の解釈と同様に範囲外である。

### 聖蹟桜ヶ丘の駅勢圏
多摩市都市計画マスタープランにて、8つの地域に分けた多摩市の各駅勢圏が言及される。聖蹟桜ヶ丘の駅勢圏に関わるのは第1地域から第4地域までであり、それぞれの概要は以下の通り。

#### 第1地域
一ノ宮、関戸1丁目～4丁目、東寺方1丁目が該当し、その全域を聖蹟桜ヶ丘駅の駅勢圏とする。駅周辺のほか、幹線道路の沿道などの商業地を含む住宅地中心の地域として発展。駅周辺は、大規模な商業・業務ビルを核として、多摩市北部全体にとっての広域拠点であり、近辺の商店街も賑わっているが、一部に路上駐車・放置自転車などの問題が生じている。交通結節点としても多摩市の玄関口として機能し、自動車の利便性も高いものの、特に関戸橋付近などでは交通渋滞の発生がみられる。計画的な市街地開発事業が行われた地区が比較的多く、良好な住環境をもった住宅地が形成される。反面、面整備が未実施の市街地は、住宅の密集や狭隘道路が多い。西側が日野市に隣接し、まとまった規模の生産緑地が比較的多く残り、都市緑地として機能している。
- 人口密度：市内最高。高齢化の程度は市平均と比べ低い
- 幹線道路：鎌倉街道、川崎街道、野猿街道
- 河川：大栗川（南側境界から東端部付近）、多摩川（大栗川と東端部で合流、北側境界）
- 主な施設・公園：多摩川公園、一ノ宮公園、多摩川サイクリングロード、関戸公園
- 歴史文化資源：小野神社の木造随身倚像、小山家の阿弥陀三尊来迎板碑など

#### 第2地域
連光寺、馬引沢、聖ヶ丘が該当し、地域北部を聖蹟桜ヶ丘駅の駅勢圏とする。地域の北部は多摩市東部の丘陵地とその周辺の住宅地が中心であり、地域の北西部など、面整備が未実施の市街地は、不整形な住宅敷地や狭隘道路が多い。地域の東側も、概ね緑豊かな丘陵地帯であり、生産緑地が点在し、都市緑地として機能している。多摩サービス補助施設（旧：造兵廠火工廠板橋製造所多摩分工場跡地）の返還運動を推進。
- 人口密度：人口密度・高齢化の程度、共に市平均より低い
- 幹線道路：川崎街道（北部に横断）
- 河川：乞田川（西側境界から大栗川と北西部で合流）
- 主な施設・公園：都立桜ヶ丘公園
- 歴史文化資源：都立桜ヶ丘公園内の旧多摩聖蹟記念館や赤坂駒飼場古戦場など

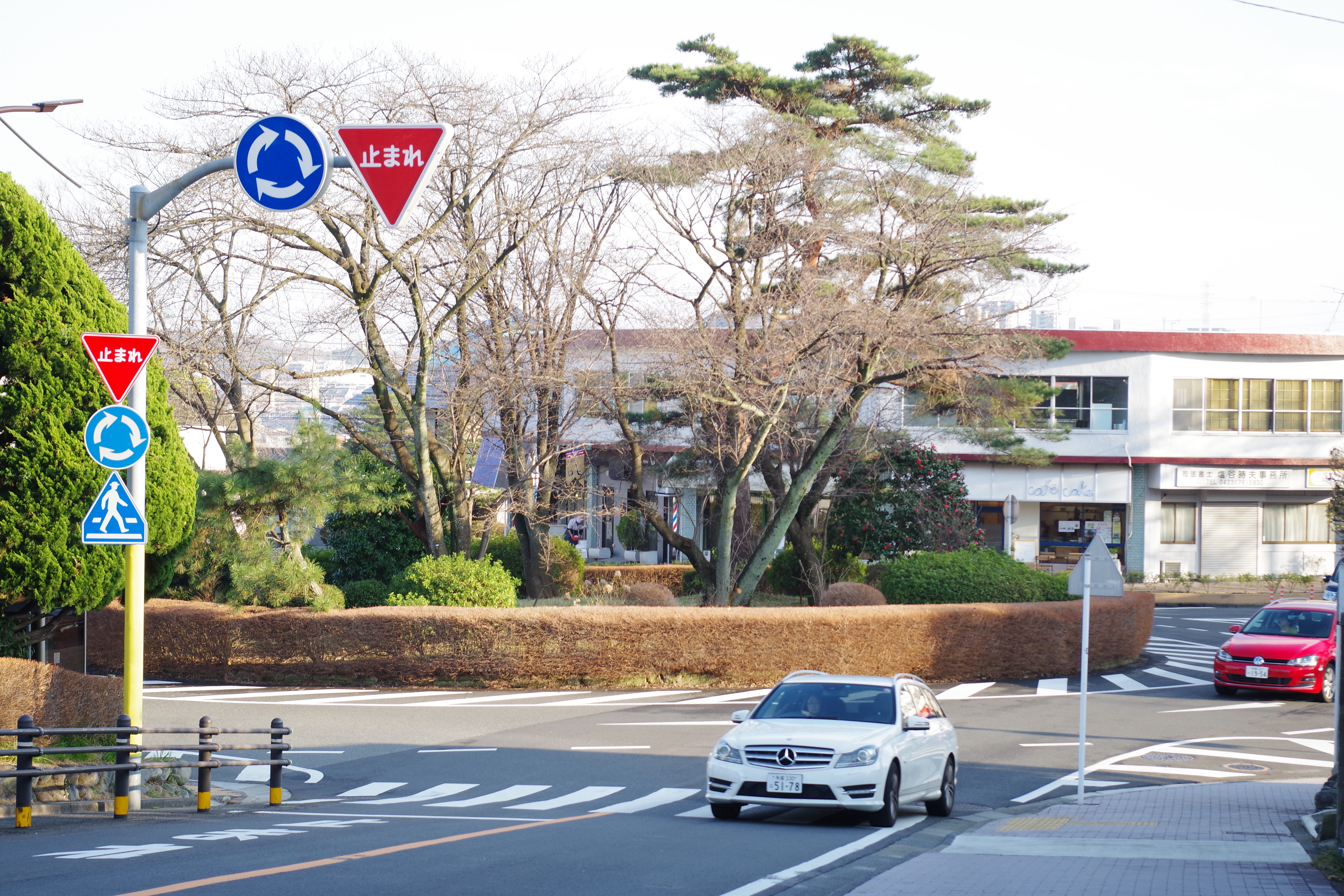
桜ヶ丘住宅地の中央付近のロータリー

#### 第3地域
桜ヶ丘、関戸5丁目～6丁目、貝取、乞田が該当し、地域北部を聖蹟桜ヶ丘の駅勢圏とする。市の中央部やや北側では、丘陵地ながら、民間事業者が一戸建て住宅地の大規模開発を実施。地区計画の指定による細かな街づくりのルールを制定するなど、良好な住環境をもった低層住宅地を形成した。原峰公園周辺に相当規模の生産緑地が点在し、都市緑地として機能。多摩東寺方緑地保全地域、霞ヶ関緑地保全地区など、まとまった樹林地もみられる。
- 人口密度：市内平均と比べて低く、高齢化は市内で最も進行
- 幹線道路：鎌倉街道（東側）
- 河川：大栗川（北側境界）、乞田川（東側境界）
- 主な施設・公園：原峰公園
- 歴史文化資源：熊野神社の霞ノ関南木戸柵跡や関戸古戦場など

#### 第4地域
東寺方、和田、落川、百草、愛宕、乞田が該当し、地域北東部のみを聖蹟桜ヶ丘の駅勢圏とする。大部分は他の駅勢圏のため省略。

## 由来・略称

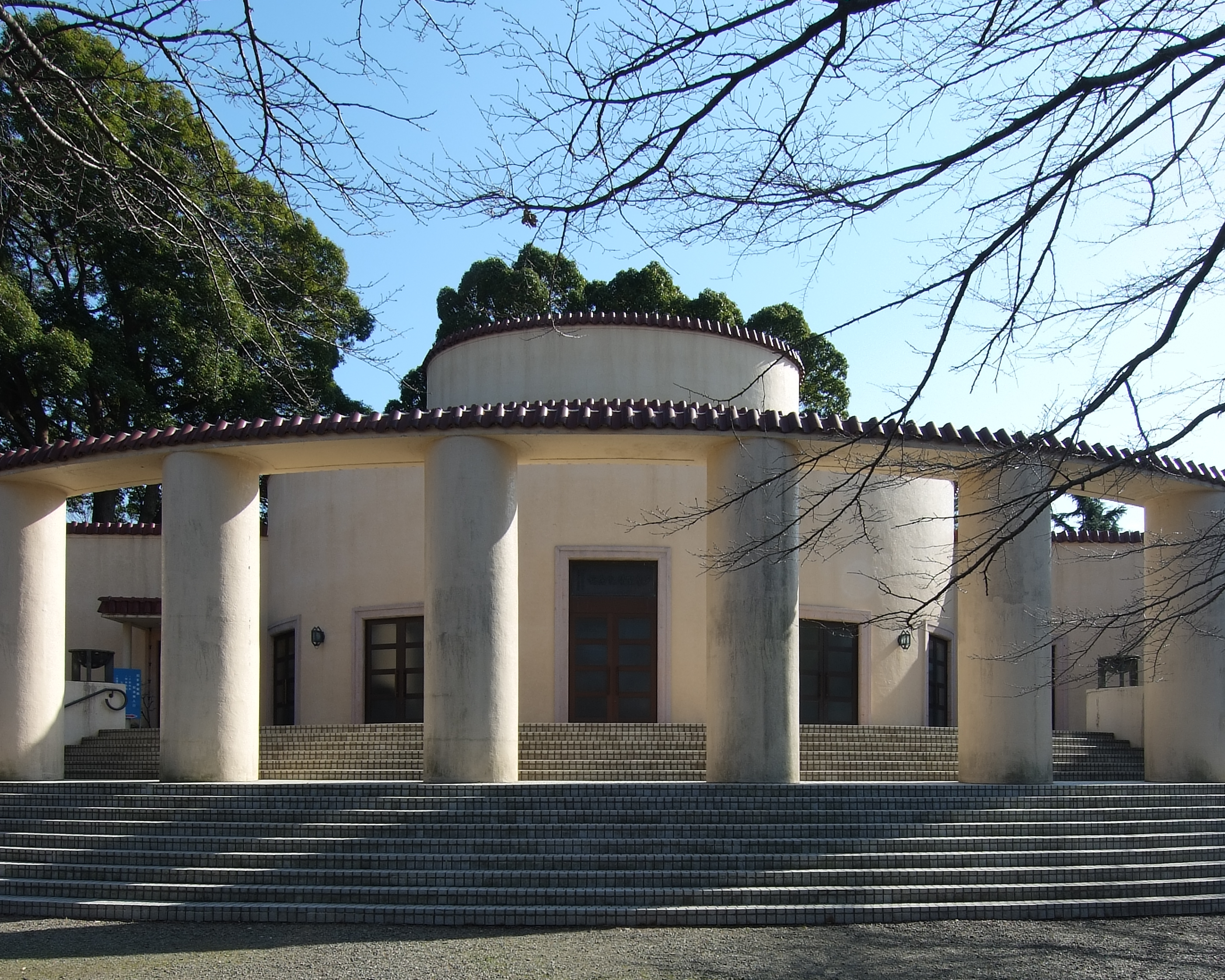
旧多摩聖蹟記念館

### 由来
既出の通り、「聖蹟桜ヶ丘」という呼称は汎称地名であり、1937年、聖蹟桜ヶ丘駅への駅名改称を起因とする。この改称の由来こそ、江戸時代から続く桜の名所であった連光寺の向ノ岡、「天皇が行幸した地」を意味する聖蹟との組み合わせによるものである。向ノ岡と聖蹟の関係は、後述の歴史より参照。
聖蹟桜ヶ丘駅の所在は関戸一丁目にあり、1925年開業当初の駅名も関戸駅であった。この「関戸」は、鎌倉時代の関所に由来する町名であり、多摩川沿いの低地である。1937年に現在の駅名へと改称されるが、名の一部に”丘”とつく所以は、由緒不明のまま町名のみ残った「連光寺」の歴史にある。連光寺は、桜の名所ともされ、現在は桜ヶ丘カントリークラブが運営される丘陵地であり、駅から南東に離れた都立桜ヶ丘公園内に明治天皇聖蹟があるため、1930年に多摩聖蹟記念館が開館した（詳細は、後述の「由来」参照）。更に、連光寺とは別の高台が宅地開発事業で「桜ヶ丘住宅地」と命名されたのち、町名を「桜ヶ丘」としたことからも、周辺一帯の歴史と町名を活用した駅名となった。

### 略称

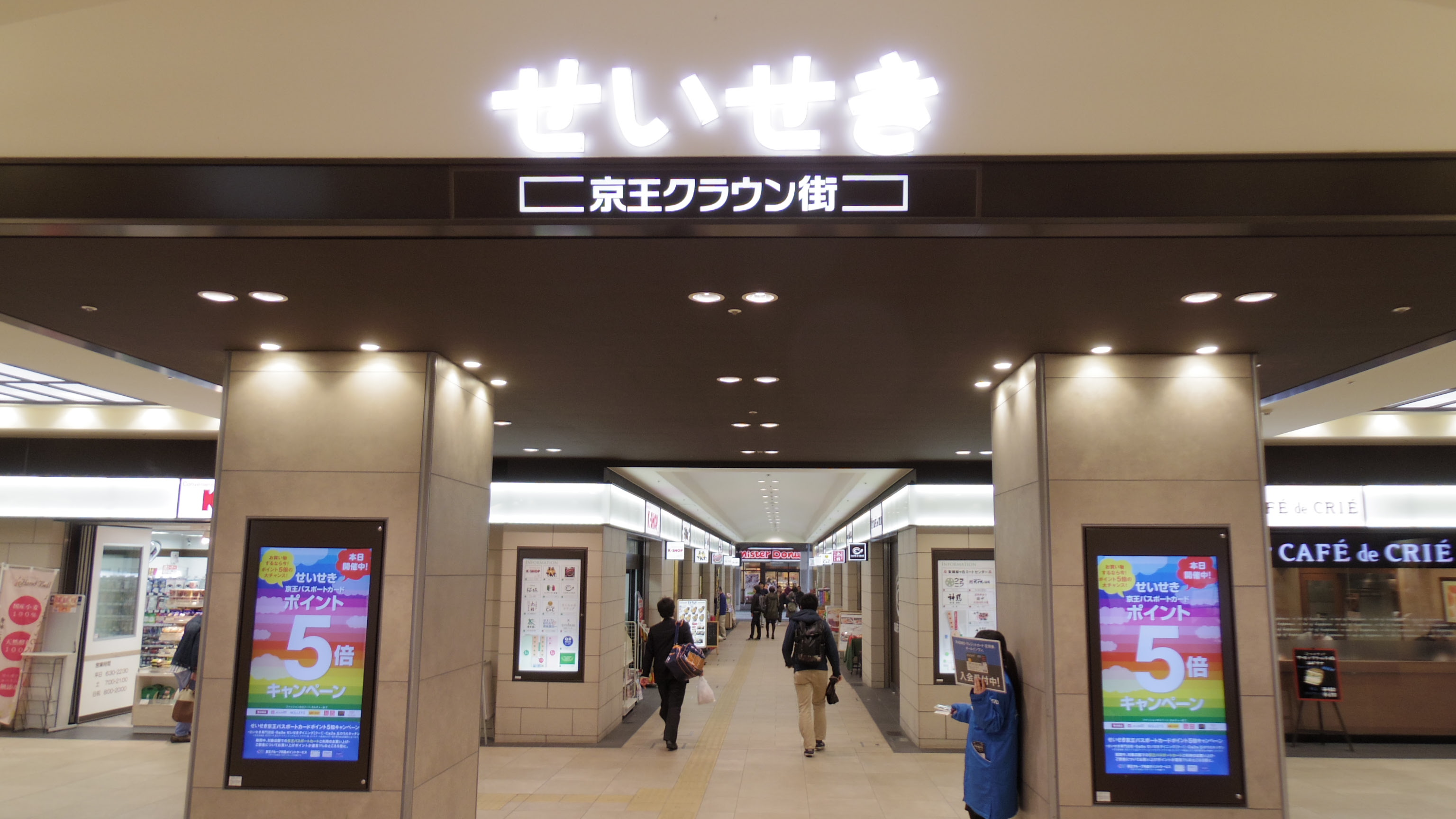
せいせきSC京王クラウン街で、せいせきのロゴが白く光る

聖蹟桜ヶ丘を略す際には、「せいせき」と呼ぶのが一般的である。1980年代後半まで、古くからの住民は「聖蹟は連光寺の山の上」と認識し、駅周辺の街を「さくらがおか」と呼んでいた。駅周辺の各商店街が結成したのも「桜ヶ丘商店会連合会」であった。駅前の交番も「桜ヶ丘駅前交番」である。
1986年、それまで寂しかった駅前に、大型複合商業施設の京王聖蹟桜ヶ丘ショッピングセンターが誕生した。正式名称は長すぎるので「せいせきSC」という略称が付いた。ひらがなで「せいせき」のロゴは住民にとってインパクトがあり、セールのたびに「せいせき」の語を刷り込まれた。そうするうちに駅前を「せいせき」と呼ぶのが一般化した。
桜ヶ丘商店会連合会はオフィシャルサイトを「せいせきshop.com」と称している。多摩市経済観光課は、桜ヶ丘商店会連合会や「せいせき観光まちづくり会議」と協力して、2014年に聖蹟桜ヶ丘駅周辺ガイドマップ「せいせきの魅力いっぱい！」を発行。現行の公式観光ガイドマップは、「せいせきおでかけMAP」という題である。公式に「せいせき」の名をもつ場所としては、多摩市公園緑地課が管理する「せいせき公園」がある。

## 歴史
聖蹟桜ヶ丘を内在させる多摩市は、江戸時代から多摩川の鮎漁などが有名な地であり、古くから桜の名所としても知られ、多くの桜が植えられる向ノ岡も例外なく親しまれてきた。『太平記』に描かれる関戸合戦の伝承地である「関戸古戦場跡」、「旧多摩聖蹟記念館」として残る明治天皇聖蹟保存運動の中核ともなった。

### 鎌倉期
1213年、和田合戦が勃発。鎌倉街道には、北条一族が北関東の軍事的要所に設置したと考えられる霞ノ関が設置された。室町時代以降の地名に「関戸」として残り、この関所が由来とされる。現在は、熊野神社境内参道に「霞ノ関南木戸跡」として、東京都の史跡に指定されている。関戸城跡と推定される「天守台」が、現在は桜ヶ丘住宅地附近一番の高台として残り、この頃から物見台としての役割をもったとされる。
1333（元弘3）年、敗走する鎌倉幕府軍を追った新田義貞軍との関戸合戦が勃発。現在は、熊野神社境内に「関戸古戦場跡」の標柱が立つなど、関連史料も残存。

### 幕末期から大正期
1860年、連光寺にて、村の旧名主・富澤政恕と村民らが約350本の桜の木を植樹。この復興後、向ノ岡の桜林として有名になる。この附近では、大正から昭和初期に続く草競馬が催されたことから、桜馬場とも称され、戦前にも、桜の季節に都市部からの花見客で賑わった。
1881年2月、明治天皇が初めて村に行幸。政恕らが応接し、大松山（現・桜ヶ丘公園）などの山々の散策や兎狩りを観覧。
1882年、宮内省が連光寺村の向ノ岡を御遊猟場に指定。翌年には、正式名称を「連光寺村御猟場」と定め、運営に政恕が任命される。
1914年、富澤家が「御遺蹟保存会」を発足。父・政恕の没後に運営を引き継いでいた富澤政賢は、「明治天皇聖蹟保存運動」に取り組む。

### 昭和期
1927年、聖蹟を中心とした観光地の開発構想を持つ元宮内大臣・田中光顕も保存運動に参加。大正以降の三多摩各地では、観光開発が進み、玉南鉄道（現：京王電鉄）が桜馬場一帯の丘陵地を借り受けた、町名を「桜ヶ丘」に決定。この一環として、連光寺でも、御猟場跡地中核の開発構想が進められた。
1930年、連光寺にて、明治帝顕彰館として多摩聖蹟記念館を建設。京王電気軌道（現：京王電鉄）は、この工事に多額の資金援助を行った。また、同時期に金比羅山（現：桜ヶ丘住宅地）で健康的遊楽地「紫城」計画が持ち上がる。
1937年、京王電気軌道は、関戸駅を「多摩聖蹟桜ヶ丘駅」へ改称。「聖蹟桜ヶ丘」という新しい地名が誕生した。
1940年、皇紀2600年として、記念館構内の入口付近に「明治天皇御野立所」の碑を建立。碑文によると、ここは明治帝行幸で仮小屋を建て昼食所に充てた聖蹟であり、「大松山御昼餐所」と称するという。「大松山御野立所」とも称される。
金比羅山（現：桜ヶ丘住宅地）の「紫城」計画はやがて、精神面を重視した「太子堂」に変わり、軍国主義化とともに「奉仕会道場」へ推移した。いろは坂の階段下に水道設備（現多摩市営水道）が整備され、山上に潔斎（みそぎ）場や宿泊施設も整備された。奉仕会の理事長は荒木貞夫大将で、陸海軍将官や大学教授や民間有力者が来場していた。
戦争末期、当地の山々には防空陣地が布設された。帝都東京および、立川付近の航空基地や連光寺周辺の火工廠（現米軍レクリエーション施設）を防衛するためであった。道場や宿泊施設は照空部隊と通信隊が駐留して立入禁止になった。詳細は不明であるが、戦後、掩蔽壕陣地の跡が多数見られた。連光寺の相談山には高射砲隊と照空隊が陣取った。東京空襲時には連光寺も爆撃され、爆弾数十発が落下したが被害は殆ど無かった。防空陣地や火工廠は無事であった。
1956年に京王帝都電鉄により桜ヶ丘住宅地が計画された。1962年に分譲が開始され、1971年には全区画が完売した。その後、聖蹟桜ヶ丘駅前には「京王聖蹟桜ヶ丘ショッピングセンター」が開業したほか、京王本社をはじめとするオフィスビルが進出した。

## 史跡

### 小野神社
一ノ宮1丁目に所在。武蔵国開拓の祖神・天下春命を主神とし、武州六大明神の一つとされる。境内には、東京都指定有形文化財の木造随身倚像2体を所蔵。

### 熊野神社
関戸5丁目に所在。泉事解男命（みづことわけおのみこと）・速玉男命・意富加牟都美命を祭神とする。境内には、鎌倉幕府滅亡のありようを物語る史料が残存し、以下の通りである。
- 霞ノ関南木戸柵跡 - 参道の発掘調査によって、平行する16か所の丸柱跡が確認・再現されたのち、1961年、東京都の史跡に指定された。1213（建暦3）年の和田合戦を契機に設置された霞ノ関南木戸の柵の跡とされる[13]。
- 関戸古戦場 - 1333（元弘3）年、鎌倉幕府軍を追う新田義貞軍による関戸合戦の伝承地であり、現在は地蔵尊と「関戸古戦場跡」標柱が確認できる[13]。付近には合戦で討死した横溝八郎・安保入道・無名戦士の墓がある[13]。

### 旧多摩聖蹟記念館
連光寺村向ノ岡の明治天皇聖蹟を後世に残すべく設立された記念館である。「連光寺村御猟場」として運営・廃止されるまでには、皇太子の頃の大正天皇・昭和天皇の行啓もあった。現在はこの跡地が連光寺5丁目の桜ヶ丘公園周辺であり、同園内に所在する。1930年には前身の「多摩聖蹟記念館」が建設され、近代式鉄筋コンクリート造りの円形大殿堂だった。

### 対鴎台公園
連光寺に所在。

#### 明治天皇行幸所對鷗荘
園内に石柱の「明治天皇行幸所對鷗荘」が所在。石柱の「対鴎荘」とは、元は台東区浅草橋場の隅田川西岸に建っていたものであり、1873年、実美の療養中、一度は虎ノ門の三条邸、二度目には橋場のこの別邸・対鴎荘の客間に明治天皇が尋ねたという。石柱以外に建築物は現存しないが、跡地となった高台の一部には、対鴎荘に因む「対鴎台公園」、最寄りのバス停が「対鴎荘前」として名を残している。また、この対鴎荘の復元模型が、旧多摩聖蹟記念館の所蔵にある。

#### 明治天皇連光寺御小休所
1933年、園内に「明治天皇連光寺御小休所」の石柱を建立・現存。1882年、富澤政恕が「連光寺村御猟場（現：旧多摩聖蹟記念館）」の運営を任命されたのち、行幸・行啓でも御小休所として利用された。1886年、富澤邸敷地内に、天皇・皇族の休憩・宿泊用に「御休所」を建設。この跡地は現在、一部が対鴎台公園となる。

## 都市開発

### 桜ヶ丘カントリークラブ

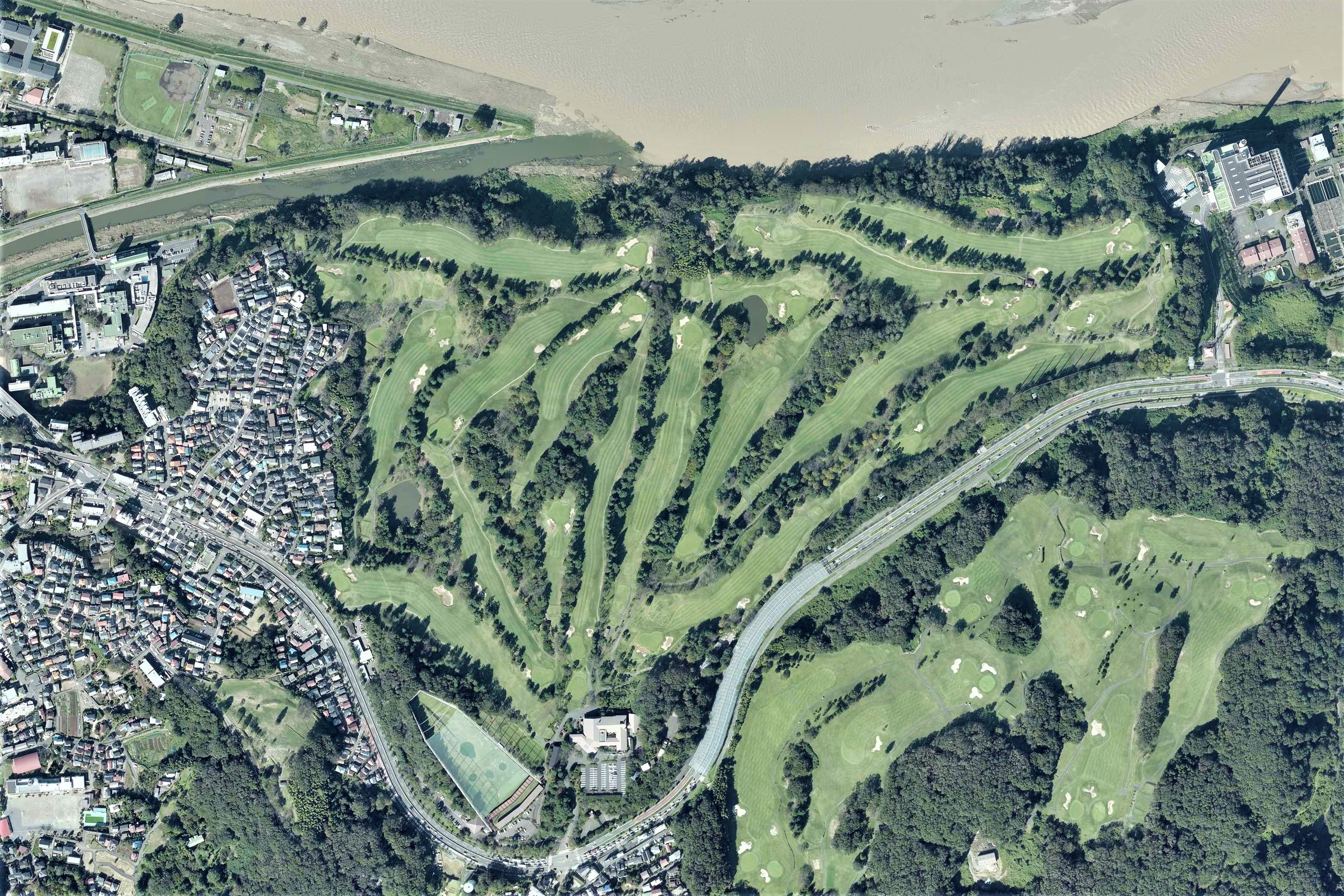
桜ヶ丘カントリークラブ

1959年7月1日、京王電鉄が桜ヶ丘ゴルフ（現：京王レクリエーション）を設立した。京王電鉄は、1950年中頃から沿線開発を始めていた。1958年に多摩動物公園を造成して東京都に寄付した後、1959年には桜ヶ丘ゴルフ株式会社を創立。連光寺の22万坪の土地は、大規模住宅団地の造成を予定していたが、京王沿線のゴルフコースのニーズと当時のゴルフ熱に押されてゴルフ場の敷地に転用した。1959年6月に起工式を行った。当時農家が大半であった当地に、当時としては大型土木事業の新機軸であったブルドーザーを導入し、あっという間にフェアウェイを造成した。翌年夏に完成し、里山地形を活かした丘陵コース18ホールが登場した。8番ホールと9番ホールの間の丘には明治天皇の御野立所跡の記念碑が建っている。ここは明治天皇の聖蹟のある桜ヶ丘である。

### 桜ヶ丘住宅地
1962年4月10日、京王桜ヶ丘住宅地の分譲を開始した。開発当時は京王桜ヶ丘団地と呼ばれ、京王電車が沿線各地に造成した団地のなかでも最高級とされた。丘陵約25万坪、76万平方メートル余の広さで、1956年9月に用地買収を始め、1960年3月に工事に着手し、1962年4月に第1期分譲を始めた。1966年の第7期分譲まで約2千区画を造成して売り出し、その後の増加分を含め1972年7月に完売した。
1990年代、大型施設ヴィーダ聖蹟桜ヶ丘を開発した住宅・都市整備公団（現UR都市機構）は、当地を「豊かな自然と歴史・文化、閑静な住宅街と華やかな駅前の魅力を併せもつ聖蹟桜ヶ丘は、京王沿線のイメージリーダー」として最注目であると喧伝。しかし、2013年時点で、駅周辺に広大な空き地があり、また空き施設も多く、街の活性化が必要な状況に陥っている。また、1960年代に京王沿線随一の高級分譲地を目指して、急な登り坂の上に開発された桜ヶ丘住宅地は、2020年現在までに住民の高齢化が進み、老人には急坂を登るのがつらいという理由で転居が相次ぎ、将来的にはゴーストタウン化が指摘される。

### 駅前開発
1984年3月、ザ・スクエアがオープンした。ザ・スクエアは聖蹟桜ヶ丘駅から徒歩1分、地下1階から地上2階までショッピングセンターで、3階から14階まで住居363戸の大規模マンションである。2階に多摩市立関戸図書館が入った。同年8月1日に開館した。

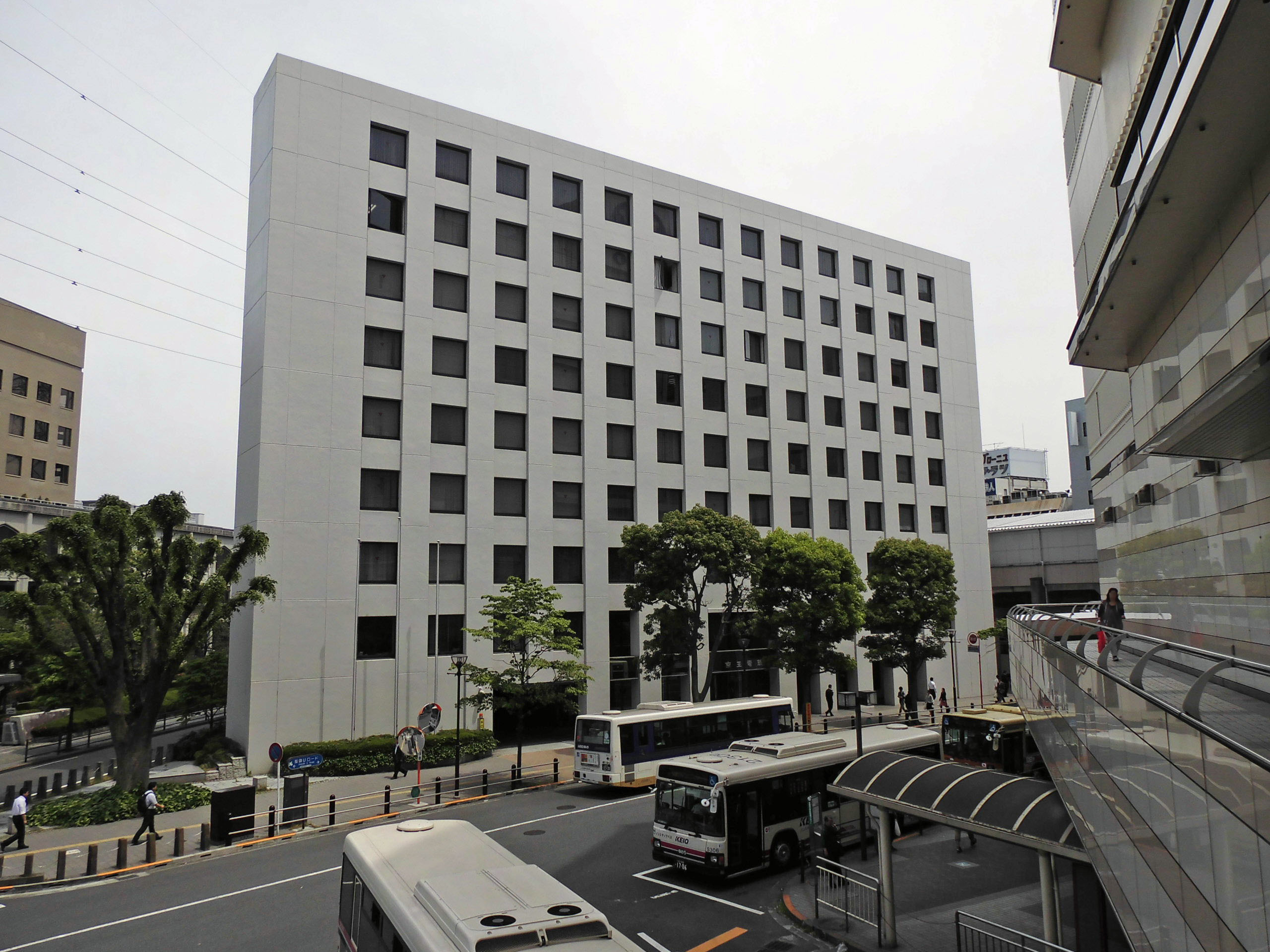
京王電鉄本社

聖蹟桜ヶ丘駅前は、京王グループが1980年代後半に開発した。周辺では、1962年に京王桜ヶ丘住宅地の分譲が始まり、その後も沿線に多摩ニュータウンなど多くの住宅地が造成、大学キャンパスの移転、さらに人口が増加した。そうしたなかで、聖蹟桜ヶ丘の中核となり、地域住民のニーズを満たすような商業施設があったほうが良かろうという話が持ち上がった。京王グループは、駅周辺に相当まとまった社有地を持っていたこともあって、1984年2月から「聖蹟桜ヶ丘駅周辺総合開発」に着手した。これは聖蹟桜ヶ丘駅周辺36千m2余りの敷地に駅・バスターミナル・商業施設などを一体的に総合開発するものであった。1986年3月28日、京王聖蹟桜ヶ丘ショッピングセンター（せいせきSC）のA館とB館がオープンした。駅に直結し、また、周辺住宅地や隣接駅とを結ぶ放射状のバス路線網の中心にも位置する、地域の生活動線の中心にある商業施設といえるものだった。1988年には、せいせきSCのC館がオープンした。京王グループの新本社ビルも竣工。3月14日、京王グループ各社は、本社を新宿から移転。聖蹟桜ヶ丘駅周辺総合開発が完了した。

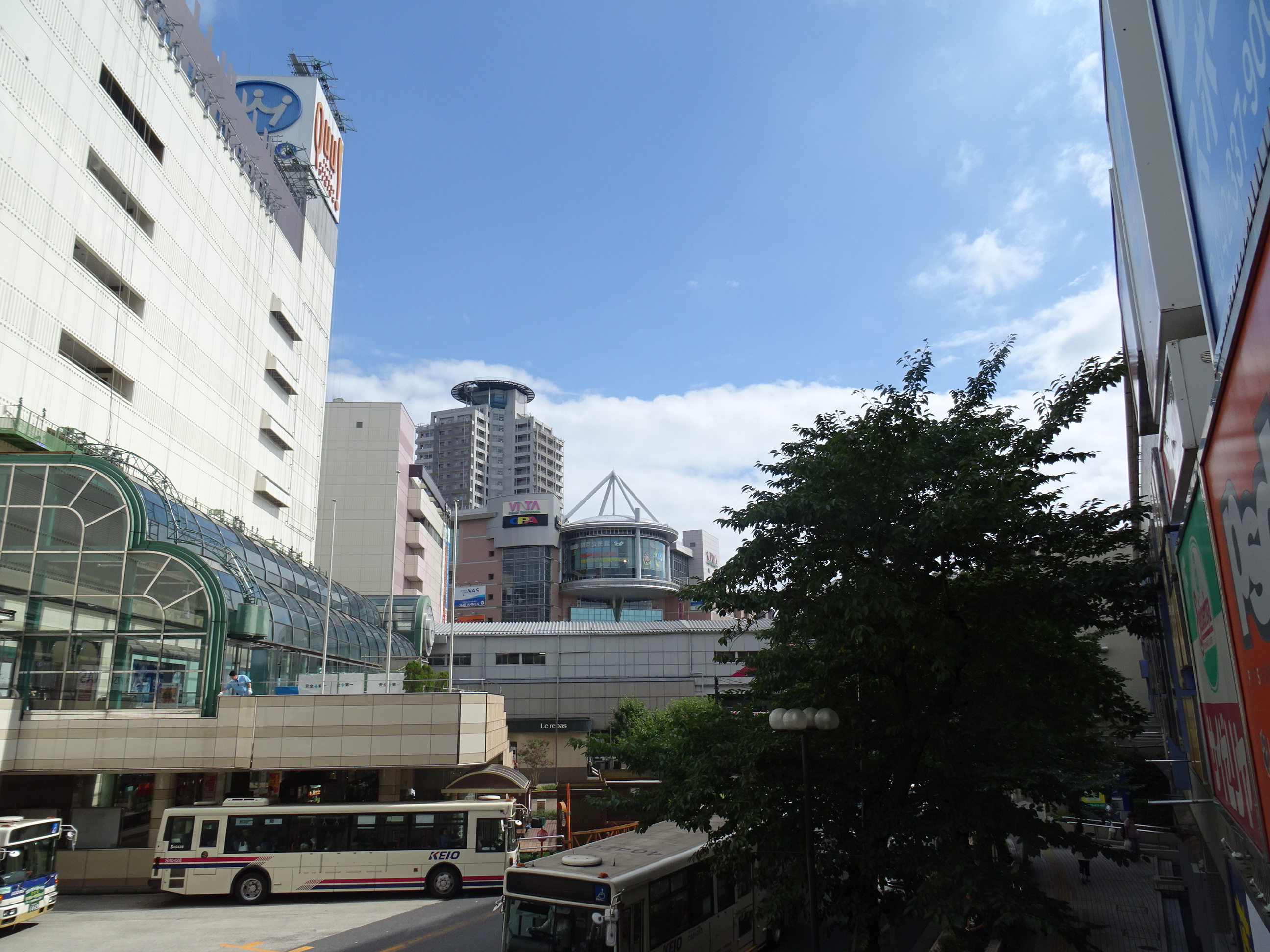
聖蹟桜ヶ丘駅前
京王聖蹟桜ヶ丘ショッピングセンターとバスターミナル
中央奥に見える建物がヴィーダ聖蹟桜ヶ丘。

駅南口地区は、1990年代後半に住宅・都市整備公団（現UR都市機構）が開発。この地区は駅から川崎街道を越えた南側にあり、交通量が激しく、駅前と分断されていた。土地の有効利用が進まず、広場なども十分でなかった。地区西側のさくら通りや地区南側の九頭竜通りは道幅が狭く、安全性が問題になっていた。公団は、「聖蹟桜ヶ丘駅南口地区第一種市街地再開発事業」により、土地の高度利用による複合施設を計画。核となる大型商業施設と多摩市立文化施設を誘致し、超高層マンションを建設することにした。これと併せて、既存道路を拡張整備し、新設道路を建設し、広場を創出し、駅と直結するペデストリアンデッキを川越街道の上に建設するなどして都市基盤の整備を図ることにした。この「聖蹟桜ヶ丘駅南口地区第一種市街地再開発事業」は1995年に始まった。1999年9月に「ヴィータ聖蹟桜ヶ丘」が開設された。商業施設としてOPA（当時ダイエー系）が入った。公共施設として関戸公民館が入った。URの住宅棟は「聖蹟桜ヶ丘ビュータワー」と名づけられた。
2009年3月26日、せいせきSC別館「せいせき さくらゲート」がオープンした。
2013年改定の多摩市都市計画マスタープランでは、聖蹟桜ヶ丘駅の北側や西側に広大な空地があり、駅周辺に多くの空き施設があることから、空地を活用した再開発を図るとともに、空き施設を用いた商店街の活性化を一体的に進めることになった。 
2013年7月には、地権者が中心となって「聖蹟桜ヶ丘駅北口周辺地域街づくり計画」を定め、翌年1月に多摩市の認定をうけた。東京都都市整備局の「多摩市聖蹟桜ヶ丘北地区土地区画整理事業」は、空き地や利用度の低い土地を核として、周辺の未整備地の有効利用を促進する計画である。広域拠点の実現に寄与するため、交通基盤、駅周辺の回遊性、多摩川の自然へのアクセス、治水などの向上を図る。道路や公園など、公共施設を先に整備することで、健全な環境を有する市街地を形成する。面積は約2.6ヘクタール、施工期間は2017年3月8日から2020年9月末の予定である。
多摩市の「聖蹟桜ヶ丘北地区地区計画」では、33階建てのタワーマンションを建築することになった。完成すると多摩市内で最も高い建物になる。2019年4月に近隣住民へ説明会を行った。「（仮称）聖蹟桜ヶ丘プロジェクトA敷地」のタワーマンションで、建築主は東京建物と東栄住宅、地下1階・地上33階・高さ112.24ｍ・520戸。公開空地を設け防災広場やイベント広場として利用する。2020年2月上旬着工、2022年2月下旬の完成を目指している。多摩市都市計画課は、このタワーマンションが多摩市の玄関口のシンボルになり、地域の活性化につながることを期待している。マンション名は「（仮称）ブリリアタワー聖蹟桜ヶ丘ブルーミングレジデンス」である。

## 恒例催事

### せいせき恒例イベント
せいせき桜まつりは、桜の開花時期に合わせて4月上旬に開催される。駅周辺や観蔵院などで模擬店が出店し、各種イベントが行われる。あらいぐまラスカル（着ぐるみ）が毎年参加している。第38回せいせき桜まつりは2019年4月7日に開催し、イベントとして「快盗戦隊ルパンレンジャーVS警察戦隊パトレンジャーショー」、「アコースティックライブ」、「ふれあいミニ動物園」、「がんばっぺ東北＆多摩うまいもん屋台村」、「世界名作劇場あらいぐまラスカルグリーティング」「パレードで一日警察署長ハローキティに会えるよ！」、「道路でえがこう未来のせいせき」などを企画した。翌2020年は4月5日の開催を予定していたが、新型コロナウイルスの感染拡大防止を理由に中止とされた。
せいせき朝顔市は、7月初めに開催されるお祭りである。駅前に千鉢の朝顔が並ぶ。地元農家が育てた朝顔である。夏の訪れを告げる風物詩として親しまれている。特産の梅酒や地場の野菜の販売もある。ふるさと多摩夏まつり実行委員会事務局の主催・運営による。
せいせきハートフルコンサートは、聖蹟桜ヶ丘のまちおこしとして開催されている。声優の本名陽子を招いて行う。本名陽子は、アニメ映画「耳をすませば」の主人公を演じ、主題歌「カントリー・ロード」を歌った。ほぼ毎年せいせきハートフルコンサートに出演して「カントリー・ロード」などを歌っている。第15回は2019年9月21日午後に2時間半、駅前の関戸公民館8階ヴィータホールにて、定員200名、事前申込制、入場無料で開催した。主催は中央商店会、後援は多摩市・多摩市商工会議所・多摩市青年会議所。協力は桜ヶ丘商店会連合会、せいせき観光まちづくり協議会。出演は本名陽子のほか、中央商店会主催ふれあい路上ライブのゆかいな仲間たち、市立多摩中学校生徒の皆さん、総合司会は同校指導教諭であった。2020年の第16回は、『耳をすませば』実写映画公開もあり、例年以上に期待されていたが、こちらも「桜まつり」と同様にコロナ禍で中止された。
せいせきみらいフェスティバルは、多摩川の河川敷の一ノ宮公園で9月中旬に開催される。花火が上がる。地元のグルメ店も出店する。子どもが主役のKAOFESと同時開催される。2015年から始まった新しいイベントである。2020年9月開催予定は新型コロナウィルス感染防止のため中止された。主催はせいせきみらい活性化実行委員会、問い合わせ先は多摩市経済観光課、共催はKAOFES実行委員会、後援は多摩市および多摩商工会議所である。

### せいせきスポット

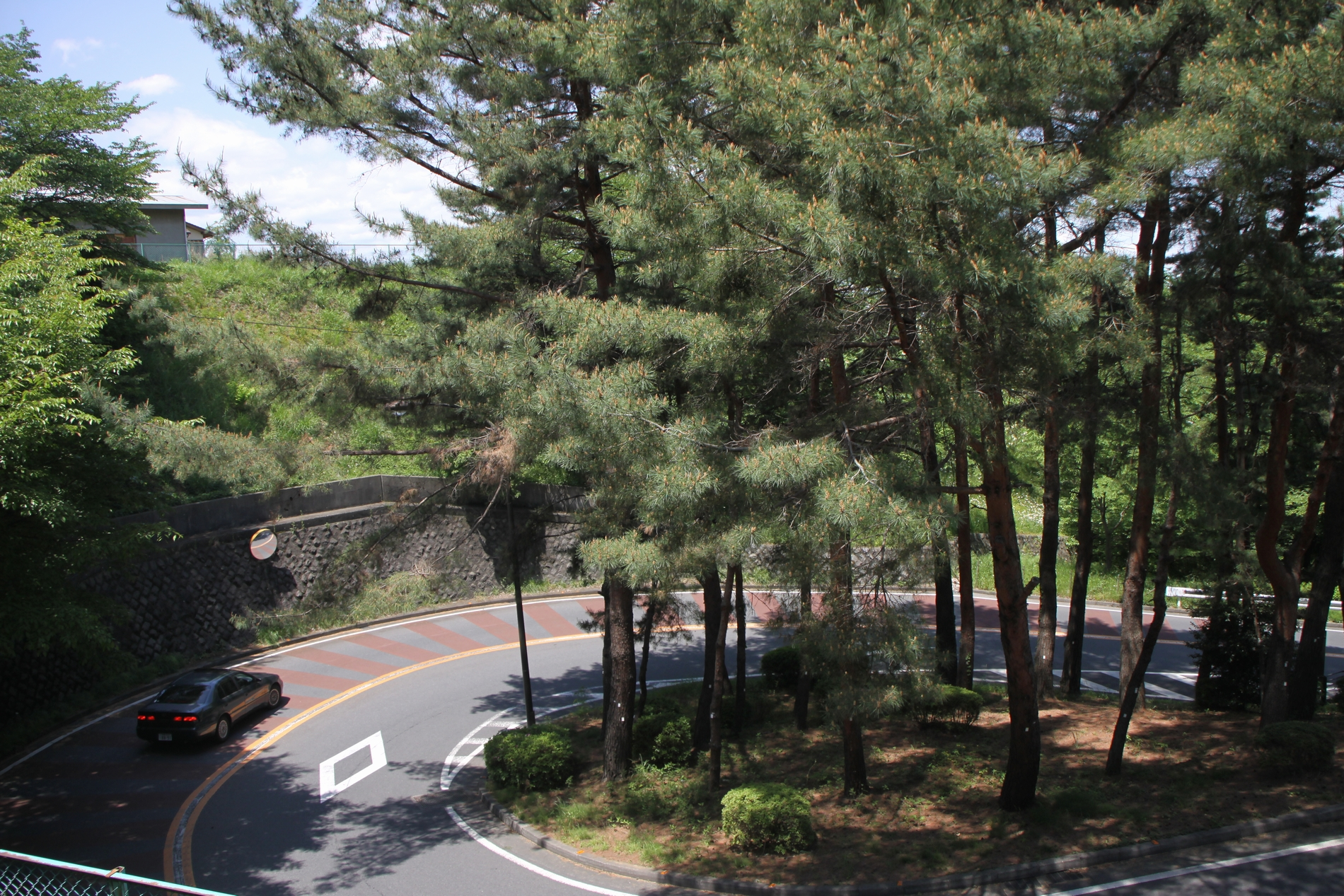
多摩市いろは坂の中腹。

多摩市役所発行の「せいせきおでかけMAP」は、駅周辺スポットとして、マンホール蓋ラスカル、さくら通り、青春のポスト、列車接近メロディーを紹介。また、駅近郊スポットとして、いろは坂、金毘羅宮、桜ヶ丘ロータリー、都立桜ヶ丘公園、多摩川、小野神社を案内する。
聖蹟桜ヶ丘駅周辺では、マンホール蓋にあらいぐまラスカルが描かれている。絵柄は3種類ある。駅前の関戸公民館ヴィーダ・コミュート7階ではラスカルのマンホールカードを配布し、ラスカルのマンホール蓋クッキーを販売。
駅前の青春のポストは、映画「耳をすませば」に登場するアンティークショップ「地球屋」をモチーフにしたモニュメントである。夢や目標を書いて投函できる。さくら通りには駅からいろは坂に続く桜並木がある。いろは坂は市街地と桜ヶ丘の高台を結ぶ、つづら折りの急坂である。坂の途中のいろは坂桜公園からは、せいせきの街を一望できる。金毘羅宮は小さな神社で、いろは坂を登った先にたたずむ。桜ヶ丘住宅地の中央にある桜ヶ丘ロータリーは都内初のラウンドアバウト（環状交差点）である。周囲に特徴的な店が並ぶ。
せいせきの北を流れる多摩川は、水鳥も多く集まる憩いの場である。堤防は見晴らしもよくウォーキングやサイクリングに利用される。多摩川に近い一ノ宮にある小野神社は武蔵国開拓の祖神を祭る。由緒ある神社である。境内にハートのくぼみ石もあり、密かに恋愛のパワースポットとされる。
東の外れにある都立桜ヶ丘公園は、春は桜、秋は紅葉と、四季の彩り豊かな自然公園である。広大な敷地で野鳥の姿も見られる。園内のゆうひの丘から地域を一望できる。絶景スポットであり、夜景もロマンチックである。

## 『耳をすませば』による町おこし
聖蹟桜ヶ丘は、スタジオジブリ制作のアニメ映画『耳をすませば』のモデル地と言われ、年間1万人前後のファンが来訪したと推計されている。
スタジオジブリ広報部によると、同作品の舞台は聖蹟桜ヶ丘と多摩ニュータウンを参考にした。現地の風景に酷似した背景画を多数用いている。映画で描かれた風景を求めて日本全国から多くのファンが訪れている。ファンの来訪者数は概ね年間1万人前後であったとみられる

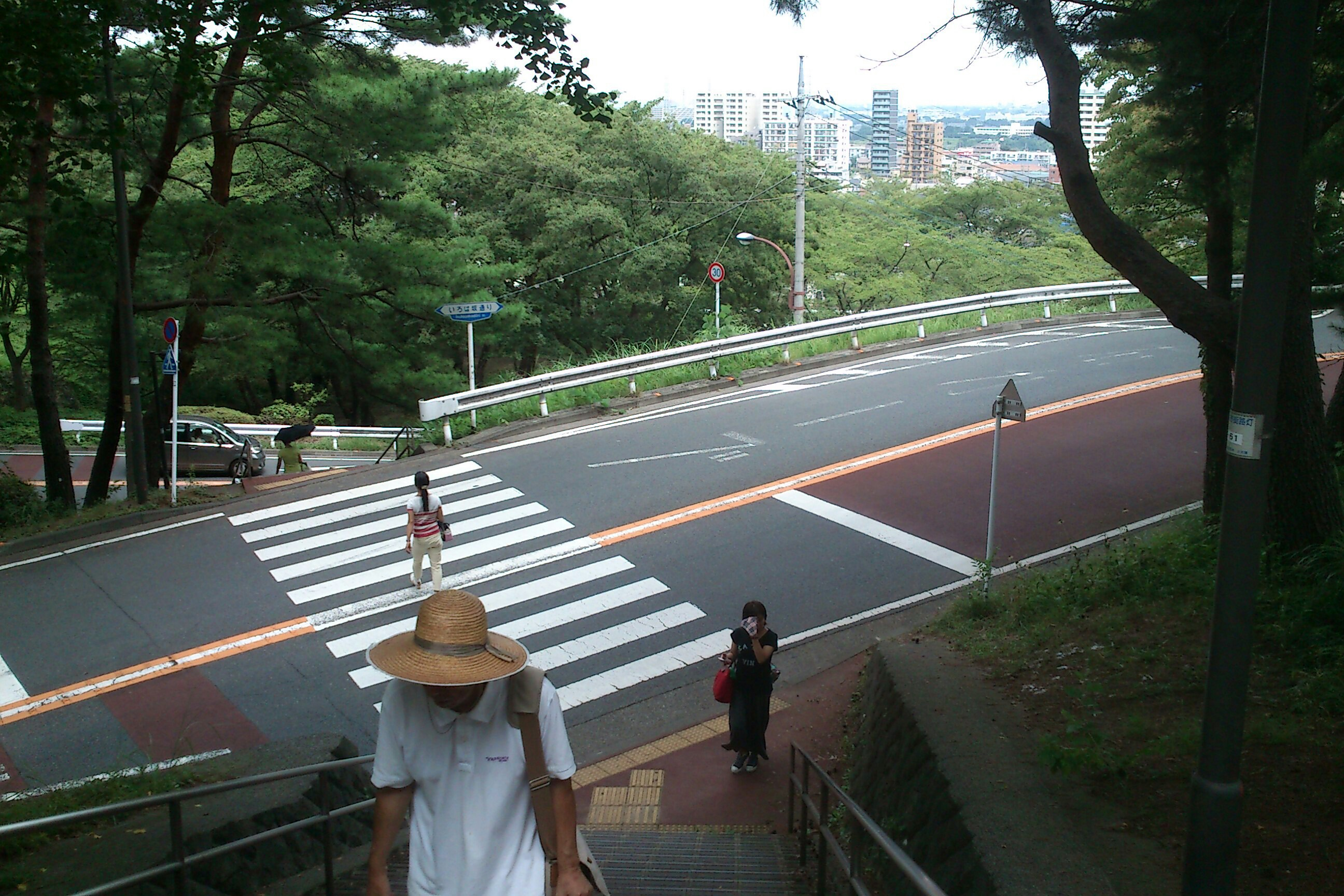
いろは坂の階段

聖蹟桜ヶ丘に訪れて良かった場所は、アンケート調査によると、いろは坂の階段（26％）、金毘羅宮（18％）、桜ヶ丘ロータリー（38％）の3か所が他を引き離している。桜ヶ丘住宅地の高台に向かういろは坂はつづら折りだが、縦に直に登る階段もある。いろは坂の階段は同作品でモデルになった緑あふれる階段で、脇に古くて大きな松の木がある。いろは坂の途中にはいろは坂桜公園があり、作中ではここに図書館があった（実在しない）。いろは坂を登った先にある金比羅宮は、同作品において重要なシーンのモデルとなった。主人公が同級生から告白される場所のモデルである。当社は住宅街の中の小さな神社であり静粛が求められる。境内には金比羅宮オリジナル「恋おみくじ」が設置されている。恋の行方を占える。桜ヶ丘ロータリーは作中にて「地球屋」の所在する場所のモデルとなった。地球屋は架空の店舗であるものの、ロータリーに入ると主人公の気分に浸るファンもいる。ロータリー側のノア洋菓子店は店内に「耳すま思い出ノート」を置いており、『耳をすませば』ファンが思いを書き残している。
聖蹟桜ヶ丘を「聖地」と呼ぶことについては、2013年度に実施したアンケート調査によると、聖地と呼ぶ人がいても構わないという消極的賛成が64％と多数を占めた。聖蹟桜ヶ丘を聖地と呼ぶのは2割程度で、聖地巡礼に関心がある層に限っても3割程度にとどまった。聖地巡礼への関心が高くても聖蹟桜ヶ丘を聖地と見なしていない意識をうかがわせる。
聖蹟桜ヶ丘は、『耳をすませば』のモデル地になったことにより観光資源を獲得した。桜ヶ丘商店会連合会とせいせき観光まちづくり会議が中心になってファンのおもてなしに取り組んできた。『耳をすませば』で地域を活性化したいという思いから、これを町おこしに取り入れ、有名な観光地になった。その過程には苦労があった。
2015年度の多摩市予算にて、初めて聖蹟桜ヶ丘活性化事業費が計上された。しかしその矢先に多摩市内で「聖地巡礼が真の作品理解や地域理解、活性化につながるか疑問視する声」が出たことにより、『耳をすませば』のタイトルが表向き抹消された。

### 『耳をすませば』映画公開

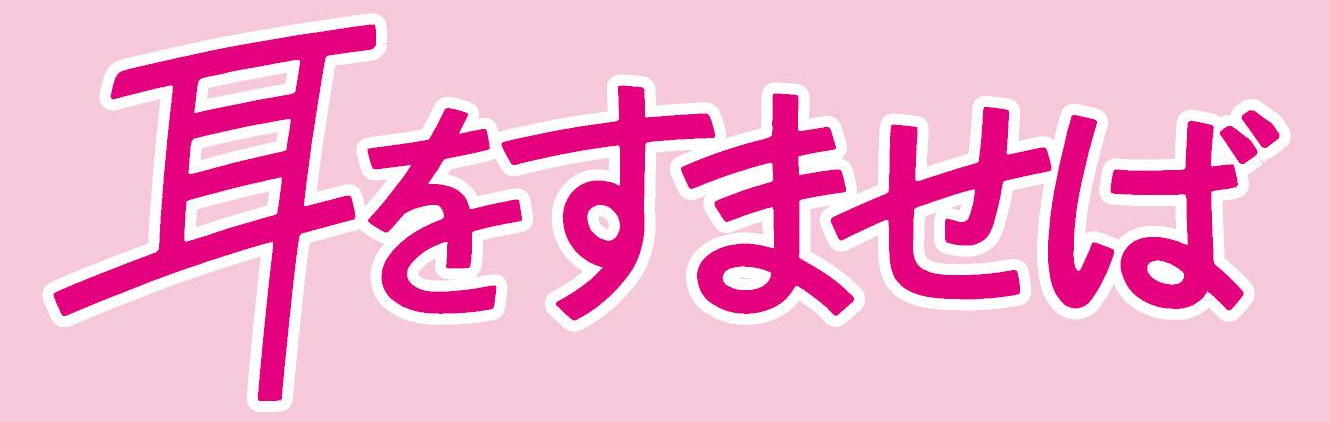
アニメ映画「耳をすませば」のタイトルのロゴ

アニメ映画「耳をすませば」は1995年7月15日に公開された。この当時、聖蹟桜ヶ丘では特に動きはなかったが、一方でファンによる当地訪問と、情報発信は映画の公開直後からすでに始まっていた。パソコン通信のニフティサーブ会議室では、映画公開の2週間後に映画と聖蹟桜ヶ丘を関連づける投稿が現われた。同作品を扱う個人サイトも立ち上がり、映画の風景画に似た聖蹟桜ヶ丘の風景写真を掲示。アニメファンによるネット情報発信の先駆例であった。1996年3月21日 - 26日には、京王百貨店聖蹟桜ヶ丘店が「耳をすませばの世界展」を開催。同展ではスタジオジブリのスタッフが、現地ロケで撮影した写真を展示した。
聖地巡礼は、映画公開終了後も続いた。特に桜ヶ丘四丁目にある東寺方橋緑地の丘は、映画のラストシーンに似た眺望が得られるため聖地と呼ぶべき場所になり、「耳丘」とも呼ばれた。一方で、耳丘に立つブロック塀に落書きが目立ちはじめ、1998年8月以降ファンの有志が落書きを消す作業を断続的に行った。騒がしいという理由で地元住人から苦情を寄せられた多摩市役所は、2004年1月までに同地への立ち入り禁止を徹底した。耳丘には自由に書き込めるノートが置かれていたが、この立ち入り禁止措置により自然消滅し、前出のノア洋菓子店の店頭に置かれたノートがその役割を引き継いだ。

### 町おこしの開始

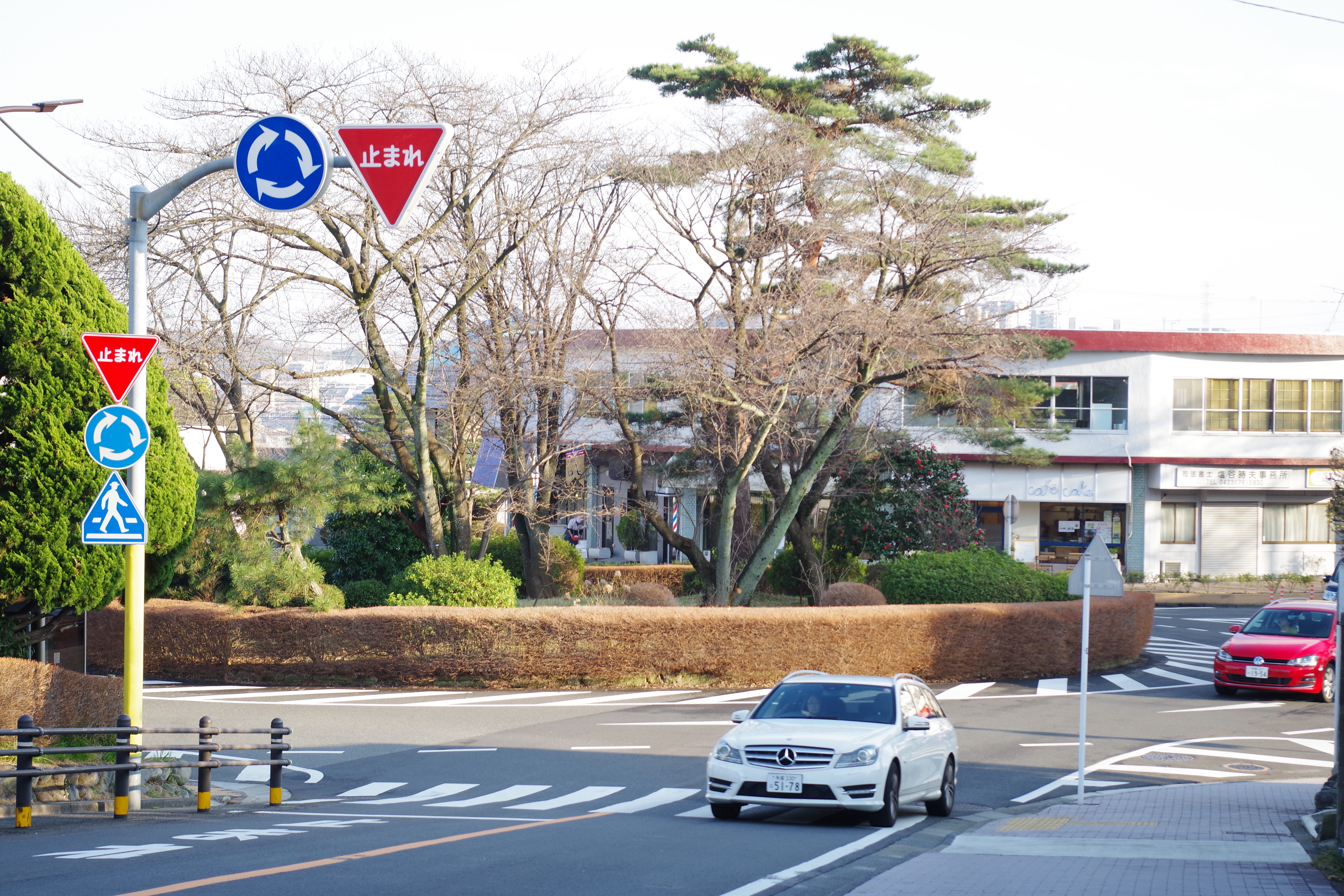
桜ケ丘住宅地のロータリー

『耳をすませば』を絡めた具体的な町おこしの取り組みが始まるのは、映画公開から10年経った2005年になってからだった。映画公開10周年を機に、同作品にちなんだ町おこしイベントが企画されたのである。
きっかけは地元の多摩大学に通う映画の熱烈なファンの女子学生が、映画10周年を記念して何かやりたいという熱意で立ち上がった。多摩大学の学生が発案し、2005年2月に10周年記念上映会の開催を地元商店会に持ちかけた。多摩大学のプロジェクトゼミと商店会が組み、スタジオジブリからフィルムを借りて上映会を開催した。背景画展、スタンプラリー、モデル地ツアー、ミニコンサートなど一連のイベントも実現した。イベントには日本全国から延べ3,000人以上が参加し、心配されたトラブルもなく参加者の満足度も高かったことから大成功であったと評価され、地元での注目も高まった。この際のイベントには3日間で約2500人が来場。この大成功をきっかけに、大学・商店会だけでなく、市民や行政も参加する「せいせき観光まちづくり会議」が発足し、継続的にまちづくりの取り組みが続いていくことになった。
このほかにも、町おこしとして定期的に「ロケ地ツアー」が行われた。しかし、定期的に行われるようになったロケ地ツアーには地域住民から苦情が出るようになった。映画のモデル地の大部分は観光地ではなく、桜ヶ丘 (多摩市)の閑静な住宅街であったためである。観光客が押し寄せてきて写真を撮ったりしたら迷惑だということで、一時期は住民からクレームやイベント中止の訴えも出ており、住民からの苦情を解消するため、ボランティアのツアーガイドにはガイド養成講座を定期的に開いたり、地元町内会でツアーの仕方を根回ししたり、マナーの徹底化を呼びかけるなどの努力が重ねられた。
また、一般にアニメで町おこしで成功するには、制作会社と地域が密接な関係を保ち、版権絵の使用許可を取っていることが多いが、『耳をすませば』を制作したスタジオジブリからは版権絵の使用許可が下りなかった。そこでまず手書きイラストでモデル地案内マップを製作。この耳をすませばモデル地案内マップは、2005年7月に聖蹟桜ヶ丘駅西口広場に設置された。耳をすませば公開10周年記念で地元商店会が京王電鉄の敷地内に建てた。一般的にアニメ町おこしが行われる際には、。このように、版権絵を使用しない『耳をすませば』の町おこしは、他作品でのそれとは大きく異なっている。

### 青春のポスト
2012年4月に聖蹟桜ヶ丘駅前に設置された、映画で登場する「地球屋」風のモニュメント「青春のポスト」も、スタジオジブリが版権の使用を許可していないため、あくまで「風」である。
青春のポストは、せいせき観光まちづくりのシンボル的な存在でもあり、後述するテーマや派生的コンセプトに基づいて新たに創出された、独自の観光資源となっている。本体は幅76cm・奥行き57cm・高さ83cm、アルミ鋳造一体成型、基礎部分から最上部の風見鶏まで高さ210cm。内部は2層構造で、1階部分には手紙の投入口がありメッセージを預かるようになっている。2階部分は地球屋をイメージした内装になっている。室内はLED照明がタイマー設定により夕方から午前0時ごろまで点灯する。普段は内部非公開だが、「せいせき桜まつり」や「せいせき朝顔市」などのイベント時に限り開帳され、内部の様子を見ることができる。基礎部分に使い方の銘板が埋め込まれている。活用方法は、(1) ファンが願い事をポストに投函する、(2) ポストはファンの努力を見守る、(3) ファンは願いが叶うと報告のメッセージを改めて投函する、という流れである。投函されたメッセージは桜ヶ丘商店会連合会が厳重に保管している。青春のポストの維持・管理は、せいせき観光まちづくり会議が手伝っている。
青春のポストの設置以前にも、｢耳をすませばキャラクターグッズ展」「耳をすませば井上直久展」「耳をすませば図書館展」などが開催された。一方で、他のマンガやアニメのモデル地では作品のキャラクターを活用した観光まちづくりが盛んになってきていた。2005年のイベント開催時より、聖蹟桜ヶ丘にも何かモニュメント像を建てたらどうかという声は上がっており、2007年秋ごろから模索が始まった。問題はスタジオジブリが、前述の通り版権の二次的利用を基本的に認めないスタンスを取っていることであった。『耳をすませば』のキャラクターを用いたモニュメント像を建てることは出来ないため、地元は独自のアピール方法について議論を煮詰めた。その結果、作品世界の再現ではなく、作品の世界観から派生したテーマを前面に打ち出すアイデアが浮上した。同作品は中学生の男女を主人公とした青春賛歌であり、自ら定めた目標に向かって努力するという要素が付加されている。ファンが聖蹟桜ヶ丘を訪れる動機に、この要素への共感もあると考えられた。これを受け、「ファンの青春を応援する」というコンセプトが固められた。具体的には、訪問者の夢や目標を書いたメッセージを受け入れ、これを実現するまでの努力を見守るという方法である。モニュメントの実現を求める『耳をすませば』のファンの声は、2010年9月から2011年10月ごろまで色紙に集められた。色紙の題は「耳をすませば聖蹟への想い」であった。延べ2,223名が書いた146枚の色紙はスタジオジブリに届けられた。
2011年9月、スタジオジブリはこのコンセプトで問題ないという見解を示した。すなわち、公認はしないが異議も挟まないという見解であった。これにより、桜ヶ丘商店会連合会が「多摩市新元気を出せ商店街事業」補助金の交付を受けて設置主体となり、モニュメント「青春のポスト」が現実化した。予算総額は300万円で、多摩市と東京都から3分の1ずつ補助を受けた。モニュメント本体はジブリ作品の立体化に実績のあるアレグロが制作し、翌2012年4月8日に完成披露セレモニーを挙行した。セレモニーには主人公役の声優の本名陽子のほか、多摩市長、聖蹟桜ヶ丘駅長、桜ヶ丘商店会連合会会長が出席した。また同日より、聖蹟桜ヶ丘駅の接近メロディに「カントリーロード」が採用されたが、これは京王電鉄と多摩市の協力によって実現した。
2012年7月7日、せいせき朝顔市で聖蹟桜ヶ丘訪問記念スタンプが披露された。地元の商店会の発案により作られた3か所の風景スタンプである。同年11月5日よりスタンプ台紙が一新され、せいせきA館2階京王ストア、ファミリーマート、洋菓子店ノアの3か所にスタンプが置かれた。
青春のポストは、情報バラエティ番組『出没!アド街ック天国』（テレビ東京系列、2013年6月8日放送分）でも紹介された。同番組内では聖蹟桜ヶ丘を対象としたランキングの30件中、30位であったが大きな反響があった。ランキングではこれ以外にも、『耳をすませば』の舞台巡りが6位に、耳をすませば風景スタンプが13位に、いろは坂が29位にそれぞれランクインした。

### せいせきハートフルコンサート
次に開催されたのが「せいせきハートフルコンサート」であり、2025年現在まで20回にわたって続けられている。第1回せいせきハートフルコンサートは、2005年12月4日の午後と夜間に各1時間半、駅前の関戸公民館ヴィータホールにて開催。定員各250名、全席指定、事前ハガキ抽選、入場無料。出演は本名陽子と地元ユニット。トークショーMCは多摩大学の学生。主催は中央商店会、後援は多摩市・多摩市商工会議所・多摩市青年会議所・エフエム多摩放送、協賛は桜ヶ丘商店会連合会であった。出演者のうち、本名陽子は『耳をすませば』にて主人公・月島雫の声を担当し、主題歌の「カントリーロード」も歌唱しており、コンサートにおいても同曲を歌い上げている。本名が初めて聖蹟桜ヶ丘を訪れたのはカントリーロード（1995年6月25日発売）のジャケット撮影の時で、当時はまだ高校生であった。第1回のコンサートの開催後も、『耳にすませば』に関連しての町おこしに理解が深く、ほぼ毎年せいせきハートフルコンサートへの出演を継続している。

### せいせき観光まちづくり会議
せいせき観光まちづくり会議は、聖蹟桜ヶ丘地区で観光まちづくりと地域活性化を目指して活動する団体である。商店主、大学生、社会人、行政関係者などが集まる。
最初の取り組みといえるのは、2005年に開催された耳をすませば公開10周年記念上映会であった。その後も持続的に地域を盛り上げていくために、せいせき観光まちづくり会議を立ち上げた。聖蹟桜ヶ丘地域の活性化ために様々な取り組みをしてきた。特に『耳をすませば』にちなんだ各種企画に取り組んできた。多摩市職員も会合に出席して市役所の支援を得られるようになり、地元の住民の理解も進み、ファン有志や関心のある学生もメンバーに加わった。こうした活動が発展して生まれたのが、せいせき観光まちづくり会議であった。正式には2011年5月に発足した。
せいせき観光まちづくり会議は、2011年12月、金比羅神社に「恋おみくじ」を設置した。金比羅神社は主人公が幼馴染に告白されたシーンの神社として知られる。金比羅神社を管理する熊野神社とのコラボで恋おみくじを実現した。設置直後に盗難被害に遭ったが、対策を講じた後は無事である。恋占いの名所として定着している。
2014年1月16日、第9回せいせきハートフルコンサートにおいて、「聖蹟★さくにゃん」が発表された。聖蹟★さくにゃんは聖蹟桜ヶ丘のマスコットキャラクターである。紹介パネルによると、耳をすませばの舞台の街・聖蹟桜ヶ丘を知ってもらい親しんでもらうためのガイド役で、「ブサイクでふてぶてしいデブねこ」という設定である。せいせき観光まちづくり会議の著作物である。
2014年多摩市経済観光課発行「せいせきの魅力いっぱい！～聖蹟桜ヶ丘駅周辺ガイドマップ～」の制作に桜ヶ丘商店会連合会とともに協力した。このガイドマップは、青春のポスト、金毘羅宮、桜ヶ丘ロータリーに史跡を合わせて10か所を案内している。「聖蹟桜ヶ丘にゆかりの人 本名陽子（ほんなようこ）さん」の紹介もある。
2015年、多摩市が多摩センターで開催した耳をすませば上映会に協力した（#『耳をすませば』公開20周年参照）。同年、スマートフォンによる音声ガイドでまち歩き企画を受託した（#タップ・デ・トリップ参照）。

### 『耳をすませば』公開20周年
2015年は、『耳をすませば』の公開20周年にあたることもあり、聖蹟桜ヶ丘の町おこしにおいても様々な動きがあった。
前年5月ごろから、多摩市経済観光課の商工観光担当主査1名が耳をすませば20周年記念上映会を企画立案し、スタジオジブリとの交渉にあたった。多摩市の2015年度予算に初めて聖蹟桜ヶ丘活性化事業費がついた。多摩市経済観光課の体制も変わり、2015年度から観光担当課長以下4名が上映会企画を担当することになった。
しかし、2015年に入ると『耳をすませば』の文字が表面から消えていった。前出の「せいせきハートフルコンサート～耳をすませば」は、前年まで作品名を含む形のタイトルとされていたが、2015年1月25日開催の第10回からは、同作品の名称を外した「せいせきハートフルコンサート」へと改められた。また、同年3月には駅前掲示板「耳をすませばモデル地案内マップ」も、「聖蹟桜ヶ丘散策マップ」へとリニューアルされる運びとなった。『耳をすませば』のモデル地に加え、駅周辺のスポットを紹介する趣旨とされたが、いずれにせよこのリニューアルに伴いマップのタイトルからも『耳をすませば』の文字、それにイラストから主人公に似たキャラクターが消え、桜ヶ丘ロータリーに面した架空の地球屋も消えた。
同年3月14日から5月24日にかけて、パルテノン多摩歴史ミュージアムで特別展「アニメーションと多摩」が開催された。展示図録では、多摩市で制作された『アルプスの少女ハイジ』や「世界名作劇場シリーズ」のほか、多摩市各地をモデルにしたジブリ映画『平成狸合戦ぽんぽこ』などについて入念に解説しているが、同展においても『耳をすませば』に関連した展示物は一切なく、同作品のタイトルも図録などに一切載らなかった。同展の図録では名指しをしないものの、あえて青春のポストや金刀比羅宮に触れて『耳をすませば』を暗示しつつ、「聖地巡礼が真の作品理解や地域理解、活性化につながるか疑問視する声もあります」という匿名意見を紹介している。多摩市予算の聖蹟桜ヶ丘活性化事業費の使途に関わる意見であった。
多摩市は、同年7月19日に『耳をすませば』公開20周年記念上映会イベントを開催した。スタジオジブリからは風景画30枚が提供されたものの、キャラクターの提供はなかった。また、上映会の会場は聖蹟桜ヶ丘でなく、多摩センター駅前のパルテノン多摩であった。一方聖蹟桜ヶ丘では、多摩市経済観光課がまち歩き音声ガイドを企画し、7月20日から9月30日まで実施された（#タップ・デ・トリップ参照）。
多摩市の聖蹟桜ヶ丘活性化事業費は、フィナーレで花火を上げるイベントにも充てられた。同年9月20日に第1回せいせきみらいフェスティバルが開催されたのである。地元の鼓桜による太鼓演奏、地元飲食店による出店、シークレットで元ホワイトベリーによる夏祭り一曲、フィナーレに30秒間の花火であった。耳をすませばとは関係なかった。
1月の第10回に続き、10月3日には第11回せいせきハートフルコンサートが開催されることになった。第10回と同様に、『耳をすませば』に関連する要素を一切排除した上での開催であった。
翌2016年1月、せいせき観光まちづくり会議が散策ガイド「聖蹟桜ヶ丘周辺まちあるき」を発行した。多摩市の経済観光課と教育振興課、桜ヶ丘商店会連合会、まち育てネットワーク関戸（関戸地域福祉推進委員会）の協力によるもので、公益信託多摩まちづくりファンドの助成を受けて制作された（多摩市の聖蹟桜ヶ丘活性化事業費ではない）。このファンドは多摩市都市計画課を窓口としている（経済観光課ではない）。コースは「関戸コース いざ鎌倉！関戸の歴史散歩」、「一ノ宮コース 古の歴史に彩られた一ノ宮を散策」、「連光寺コース 平安の雅を想い明治時代の息吹を感じよう」の3つで、各コースとも史跡を中心に辿るものである。このガイドにおいても、やはり『耳をすませば』に関連するスポットは一切含まれていない。

### タップ・デ・トリップ
音声ガイド企画「タップ・デ・トリップ」は、『耳をすませば』のモデル地や史跡など、聖蹟桜ヶ丘周辺の10か所の付近でスマートフォンをかざすと音声ガイドで解説を聴ける、という企画であった。
初めの「タップ・デ・トリップ」は多摩大学が企画したものだった。多摩大学は、地域観光振興プログラム「今昔ロケ地を巡り・学ぶ “タップ・デ・トリップ” 多摩プログラム」を企画・提案し、東京都地域資源発掘型実証プログラム事業の採択を受けた。このプログラムはスマートフォンでの解説やクイズによってモニターツアーを行うというもので、パシフィックコンサルタンツとの連携により実現した企画であった。2つのコースのうち桜ヶ丘コースは、『耳をすませば』の参考となった風景や地域の歴史資源を訪ねて、2014年2月22日に桜ヶ丘のまち歩きをするというコースであった。チラシによると「聖蹟桜ヶ丘駅周辺 スマホ必携 まち歩き」、「声優の本名陽子さんのガイドでまち歩き」、「あの映画によく似た風景に会いに来て」、参加者がマップを持ち音声ガイドを聞きながら思い思いに巡るモニターツアーであった。主催は東京都産業労働局観光部、企画は多摩大学、協力は多摩市、問い合わせ先は運営事務局のパシフィックコンサルタンツであった。同社はこのツアーの翌年に移転するまで聖蹟桜ヶ丘駅前に本社を構えていた。
2015年度から2017年度まで、音声ガイド企画「聖蹟桜ヶ丘周辺まち歩き～タップ・デ・トリップ～」を実施した。多摩市経済観光課が主催し、せいせき観光まちづくり会議が受託した企画であった。音声は、『耳をすませば』関連ポイントでは本名陽子が担当し、史跡では多摩市教育振興課文化財係職員が担当した。コースは約2km・約2時間で、青春のポスト、いろは坂の階段、金毘羅宮、天守台、桜ヶ丘ロータリー、熊野神社、霞ノ関南木戸跡、観音寺、横溝八郎の墓、関戸古戦場跡の10か所を巡るものであった。音声ガイドは2015年7月20日から9月30日まで実施した。マスコットキャラクターには聖蹟★さくにゃんが採用された。また2016年度は、7月16日から翌年1月31日まで実施され、同年度からマスコットキャラクターに「あらいぐまラスカル」と「赤毛のアン」が加わった。後述する日本アニメーションと多摩市との協定により新登場したものであり、撮影ポイント3か所でマスコットキャラクターと記念撮影が出来る仕様になった。2017年度は同年7月15日から翌年1月31日まで実施。A4版4ページのパンフレットを制作し、聖蹟桜ヶ丘周辺まち歩きの地図や解説、アプリの使い方を掲載したほか、まち歩きクイズの出題、感想や写真のSNSへの投稿を推奨するメッセージを追加した。2018年度の聖蹟桜ヶ丘周辺まち歩きは、音声ガイドに替えてスタンプラリーになった。同年度では聖蹟★さくにゃんがマスコットキャラクターから外れ、日本アニメーションのキャラクターを前面に押し出す企画に変わった（#日本アニメーションとの連携参照）。

## その他のコンテンツ

### 日本アニメーションとの連携
日本アニメーション本社スタジオは、聖蹟桜ヶ丘駅から徒歩15分のところに所在する。日本アニメーションは1975年に創業し、多摩市和田に本社スタジオを設立して、世界名作劇場シリーズなど良質なアニメーション作品を制作してきた。「耳をすませば」監督の近藤喜文もかつてこのスタジオで宮崎駿や高畑勲らと共にアニメ作品を制作した。
スタジオジブリが、『耳をすませば』の版権の二次使用を認めないのに対し、日本アニメーションは多摩市などと連携して『あらいぐまラスカル』を中心にキャラクターの提供を行っている。
2014年10月、桜ヶ丘商店会連合会は、聖蹟桜ヶ丘に本拠を置く日本アニメーションとのコラボによりラスカルスタンプラリーを実施。抽選会では非売品のラスカルクッキーが残念賞の景品として配られた。
2016年4月5日、多摩市と日本アニメーションが地域活性化に関する連携協定書の調印式を行い、式ではラスカルのぬいぐるみの前で市長と社長が握手を交わした。多摩市が日本アニメーションと連携・協働し、アニメやキャラを活用して聖蹟桜ヶ丘駅周辺に魅力と賑わいを創出し、地域住民にとって誇りとなるまちづくり事業を展開するというものであった。この協定の目的は、「質の高いアニメコンテンツを有し、市内に本社スタジオを有する日本アニメーションを地域資源ととらえ、同社が多摩市に立地することを内外へ広くPRするとともに、作品やキャラクターを活用することにより、多摩市の魅力向上を目指すこと」であった。
地域貢献としては、前述の調印式以前にも2013年の多摩センター「世界名作劇場作品絵画展」、2014年の桜ヶ丘商店会連合会「ラスカルスタンプラリー」、2015年のパルテノン多摩歴史ミュージアム企画展「アニメーションと多摩」に協力し、同年にふるさと納税の返礼品に複製原画やスタジオ見学権を提供するといった実績を積んでおり、これにより市と連携協定を締結するに至った。
多摩市はこの協定に基づいて、ラスカルを始めとする「世界名作劇場」のキャラクターの提供を受けた。聖蹟桜ヶ丘で「ラスカル子ども映画祭」を開催したり、イベントにラスカルの着ぐるみを登場させて撮影会や握手会を開催したり、カフェでラスカルとのコラボメニューを提供したり、マンホール蓋ラスカルを設置したり、聖蹟桜ヶ丘周辺まち歩きスタンプラリーに世界名作劇場のキャラクターを登場させたりした。
前述の通り、多摩市経済観光課の主催による音声ガイド企画「聖蹟桜ヶ丘周辺まち歩き～タップ・デ・トリップ～」においても、マスコットキャラクターとして「あらいぐまラスカル」と「赤毛のアン」が採用されている。いずれも日本アニメーションの「世界名作劇場」シリーズのキャラクターであり、前述の協定により2016年度から新登場したものである。このうち赤毛のアンについては、かつて近藤喜文が日本アニメーションへの入社早々に同作品のキャラクターデザイン・作画監督に抜擢され、後に移籍したスタジオジブリで『耳をすませば』の監督を務めるに至ったという経緯があった。
2018年度の聖蹟桜ヶ丘周辺まち歩きは、従来の音声ガイドに替えてスタンプラリーを企画し。イベント名は「～聖蹟桜ヶ丘周辺まち歩きスタンプラリー～ 歩いて楽しむ聖蹟桜ヶ丘の人気スポット！」で、2018年10月1日から12月21日の期間で実施された。前年度までは夏休み開催であったが、炎天下のまち歩きを避けるため秋に行うことになった。コースは2つで、史跡とアニメの聖地を巡る「関戸コース」と、丘陵とアニメの聖地を巡る「東寺方コース」とを設定した。各コース3か所のうち2か所以上のスタンプを押すか、あるいはアンケートに答えると、日本アニメーション公式アーティスト永見夏子のデザインした限定ポストカードをもらえることになった。スタンプも日本アニメーションのオリジナルであった。パンフレットには前出のあらいぐまラスカルや赤毛のアンに加え、『フランダースの犬』に登場するパトラッシュなど、「世界名作劇場」シリーズのキャラクターが登場した。これもやはり、多摩市と日本アニメーションとの連携協定に基づくものであった。両コースとも後半が共通で、桜ヶ丘ロータリーから駅前の青春のポストまで、ほぼ『耳をすませば』関連スポットを巡るものであった。桜ヶ丘ロータリー商店会3店舗をアンケート場所および景品交換所としており、参加者は桜ヶ丘ロータリーに行ってアンケートに答えれば景品をもらえるという仕組みであった。
「ラスカル子ども映画祭」は多摩市、日本アニメーション、キンダー・フィルムによる共催の元、2015年の初開催を皮切りに一部の例外を除き、8月初頭を開催期間として2019年まで5年連続で開催された。このうち2019年の映画祭は、聖蹟桜ヶ丘駅前関戸公民館ヴィータホールにて入場無料で行われた。同イベントでは『あらいぐまラスカル』だけではなく、他の「世界名作劇場」作品や『ちびまる子ちゃん』などの日本アニメーション作品、それに『うっかりペネロペ』など、幼児が楽しめる国内外のアニメや実写映画も上映されるほか、ペネロペやラスカルによるキャラクターグリーティング、各種ワークショップ、それにラスカルマルシェで菓子などのラスカル限定商品の販売も行われた。2020年は前年までとは趣を変え、多摩川河川敷の一ノ宮公園を会場とした冬のキャンプシネマ「ラスカル&キネコ映画祭」を、同年12月に開催。「ラスカル子ども映画祭」としては3年ぶりの開催となった2022年は、当初2月に開催予定であったが新型コロナウイルス感染状況の悪化により中止とされ、その後2019年までと同様に8月に開催の運びとなった。その後も1年のブランクを挟み、2024年と2025年にも「ラスカル子ども映画祭」が2年連続で開催されているが、いずれの年もそれまでとは異なり2月開催とされている。
多摩市は、2018年3月に聖蹟桜ヶ丘PR動画「せいせき桜ヶ丘STORY」を制作し、その動画に「okaeri TAMA 世界名作劇場に寄りそう街」というキャッチコピーを添え、多摩市と世界名作劇場シリーズとの結びつきをアピールしている。日本アニメーションのキャラクター・ラスカルが聖蹟桜ヶ丘駅周辺を訪れて観光スポットや人々を紹介し、国内外の旅行者に向けて聖蹟桜ヶ丘駅周辺の魅力をPRする動画である。日本語のほか英語・中国語・韓国語で制作している。動画の前半では、せいせき観光まちづくり協議会の座長がラスカルの着ぐるみを連れて、耳をすませば関連スポットを案内している。

### 他のコンテンツのモデル地
- 一週間フレンズ。 - 同作品のテレビアニメ版は、聖蹟桜ヶ丘を物語の舞台のモデル地としており、放送当時には当地に本社を置く京王電鉄が広告協力をてがけ、グループ会社とのタイアップも行われた[138]。後に制作された実写映画版も当地でロケが行われている[127]。
- DAYS - 同作品も当地を物語の舞台のモデルとしており、主人公の通う学校名（聖蹟高校）の由来となっているほか、作中では最寄駅はそのまま聖蹟桜ヶ丘駅（以下、本節では「当駅」と表記）となっている。2016年7月には、聖蹟桜ヶ丘アウラホールにてアニメの先行上映会＆トークショーが行われた[127]。
- 平成狸合戦ぽんぽこ - 当地を含む多摩ニュータウンが舞台で、作中では当駅やその周辺の風景も描かれている。
- エスパー魔美 - 主人公が住む町は当駅周辺をイメージしている[139]。
- まちカドまぞく - 作中の主要な舞台として、当駅名をもじった「せいいき桜ヶ丘」という架空の地名が登場する[140]。一方で、作中に登場する街並みは当駅よりも、唐木田や多摩センター駅周辺をイメージしているとされる[140]。
- 男たちによろしく - 当駅周辺を舞台にしたトレンディドラマ。主人公たちが駅前の複合商業施設「ザ・スクエア」のマンション部に住んでいるという設定だった。
- Fate/kaleid liner プリズマ☆イリヤ - 同作品のうち、第1期のオープニングの背景の街並みが駅前の川崎街道の交差点付近であり、主人公イリヤが住む家の周りに桜ヶ丘2丁目のバス停付近や、桜ヶ丘浄水場付近のいろは坂を登りきった辺り、桜ヶ丘4丁目ロータリーにある「さくら公園」が描かれている。
- 私に天使が舞い降りた! - 第10話にて、当駅をモデルにしたと思しき「OKEI 桜の丘駅」が登場する。
- 空の境界 - 作中にて、当駅近くの坂が登場する。
- アイドルマスター シャイニーカラーズ - 作品の舞台は当地がモデルとされ、背景に駅前交差点の風景が描かれている他、川崎街道沿いにはアイドル事務所付近の様子も描かれている。そのほかにも多摩川河川敷、いろは坂、その付近にある「いろは坂桜公園」など、多くの場所が背景として登場する。
- ウマ娘 プリティーダービー - 舞台は対岸の府中市だが、ゲームの育成機能内での一部イベントにおいて、多摩川河川敷の京王線高架下が描かれている。